# Меморіали Першої світової війни

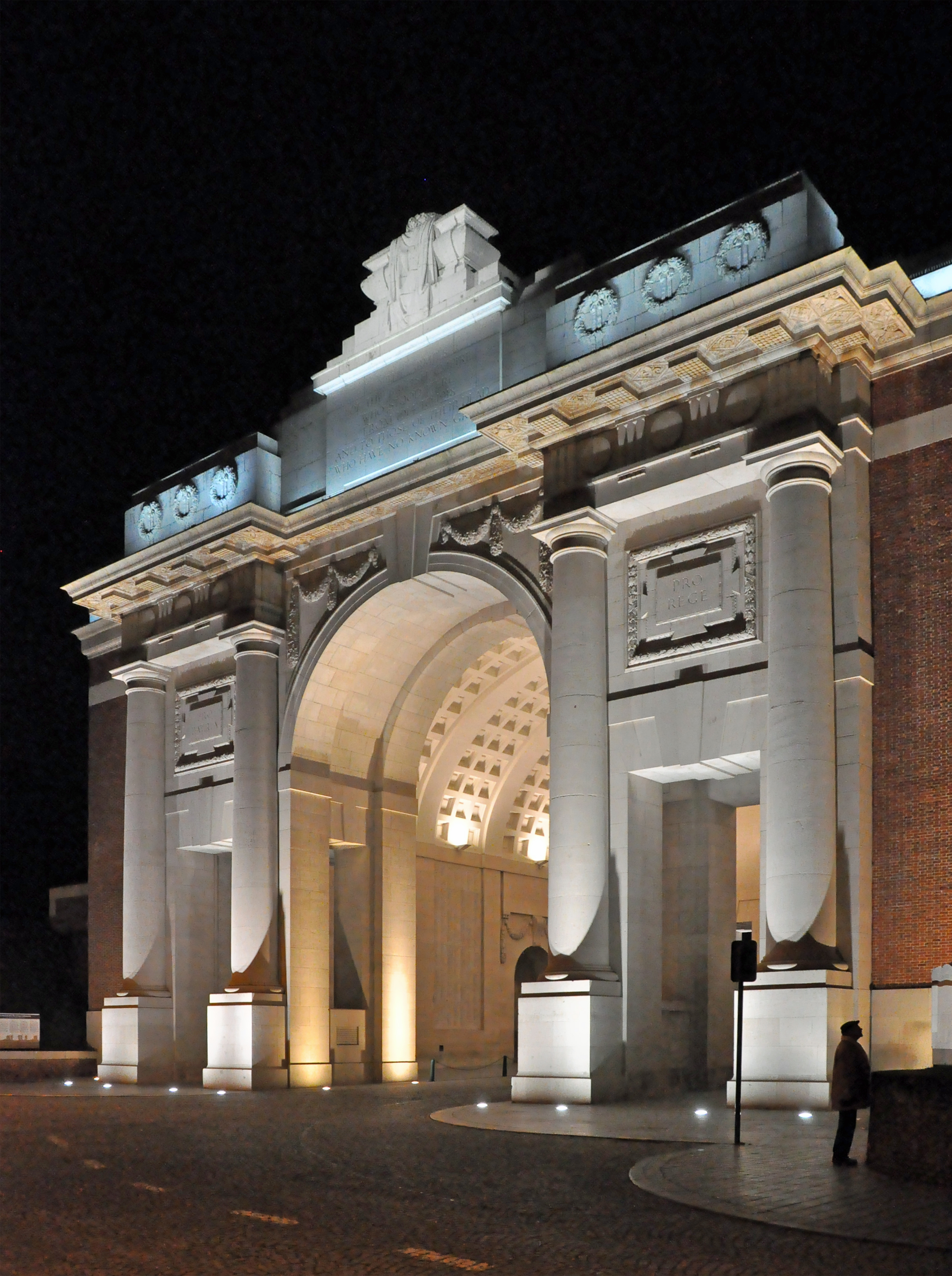
Класичні Мененські ворота у місті Іпр

Меморіали Першої світової війни — меморіали, що вшановують пам'ять про події і жертви Першої світової війни. Вони включають громадянські та великі національні пам'ятники, військові кладовища, приватні меморіали і ряд утилітарних конструкцій, таких як зали і парки, присвячені пам'яті про учасників війни. Значна їх кількість була побудована в 1920-1930-х роках, з них близько 176 000 у Франції. Це був новий соціальний феномен, що ознаменував собою важливий культурний зсув у вшануванні народами пам'ять про військові конфлікти. Інтерес до Першої світової війні та її пам'ятників зник після Другої світової війни, і не підвищувався до 1980-х та 1990-х років, коли почалося оновлення багатьох існуючих меморіалів і відкриття нових. Число відвідувачів багатьох з них значно зросло, а визначні національні та громадянські меморіали продовжують використовуватися для щорічних церемоній вшанування пам'яті про війну.
З архітектурної точки зору, дизайн більшості військових меморіалів був досить консервативним і спрямованим на використання визнаних стилів задля створення трагічного, але спокійного, благородного і тривалого вшанування пам'яті про загиблих на війні. Особливо поширеною була класична архітектура, переважав стиль кінця ХІХ століття, який, як правило, спрощували для отримання чистої та більш абстрактної пам'ятки. Для передачі теми самопожертви, перемоги та смерті були використані алегоричні та символічні риси, що часто базувались на християнських образах. В деяких меморіалах використовували середньовічну тематику, спрямовану назад в більш безпечне минуле, в той час як в інших для передачі теми війни застосовували нові архітектурні стилі — реалізм і арт-деко.
Введення в експлуатацію меморіалів відбувалося через цілий ряд національних і місцевих установ, що віддзеркалювало місцеві політичні традиції; фінансування також було різним, в більшості країн значною мірою воно покладалося на місцеві благодійні внески задля покриття витрат на будівництво. Проте, військові кладовища і меморіали, присвячені визначним битвам, були, як правило, під управлінням держави і фінансувалися нею. Війна стимулювала створення нових форм пам'яток. Поширеними були меморіали зі списками імен, що відображали величезний масштаб втрат, у той час як Могили невідомого солдата, що містять знайдені неідентифіковані тіла та порожні кенотафи, були пам'ятками численним невпізнаних загиблим та тим військовослужбовцям, чиї тіла так і не були знайдені. Урочисті заходи часто проходили біля меморіалів, в тому числі на День перемир'я, День АНЗАК і День Перемоги під час відвідування місць конфлікту та меморіалів, що були громадськими у міжвоєнні роки.
Чимало символіки, включеної до меморіалів, носило політичний відтінок і вона зіграла важливу роль в їх будівництві. Багато пам'ятників були втягнуті у регіональне етнічне та релігійне протистояння, інші відображали внесок окремих груп у війну або повне відкидання внеску інших. У ряді країн виявилося складним створити меморіали, що включали в себе та зверталися до релігійних і політичних поглядів всього суспільства. Фашистські уряди, які прийшли до влади в Італії та Німеччини у міжвоєнний період, зробили створення меморіалів ключовою частиною своєї політичної програми, в результаті чого ряд великих меморіальних проектів, що бути реалізовані в 1930-х роках, мали сильне національне забарвлення. Так як деякі меморіали відображали пацифістські погляди, деякі антивоєнні активісти використовували їх для мітингів і зборів. Зменшення політичної напруги міжвоєнного періоду до кінця ХХ століття, дозволило деяким країнам вперше після закінчення війни через меморіали вшанувати ті події. У сторіччя Першої світової війни, пам'ять про війну стала головною темою для вчених і музеїв.

## Тло

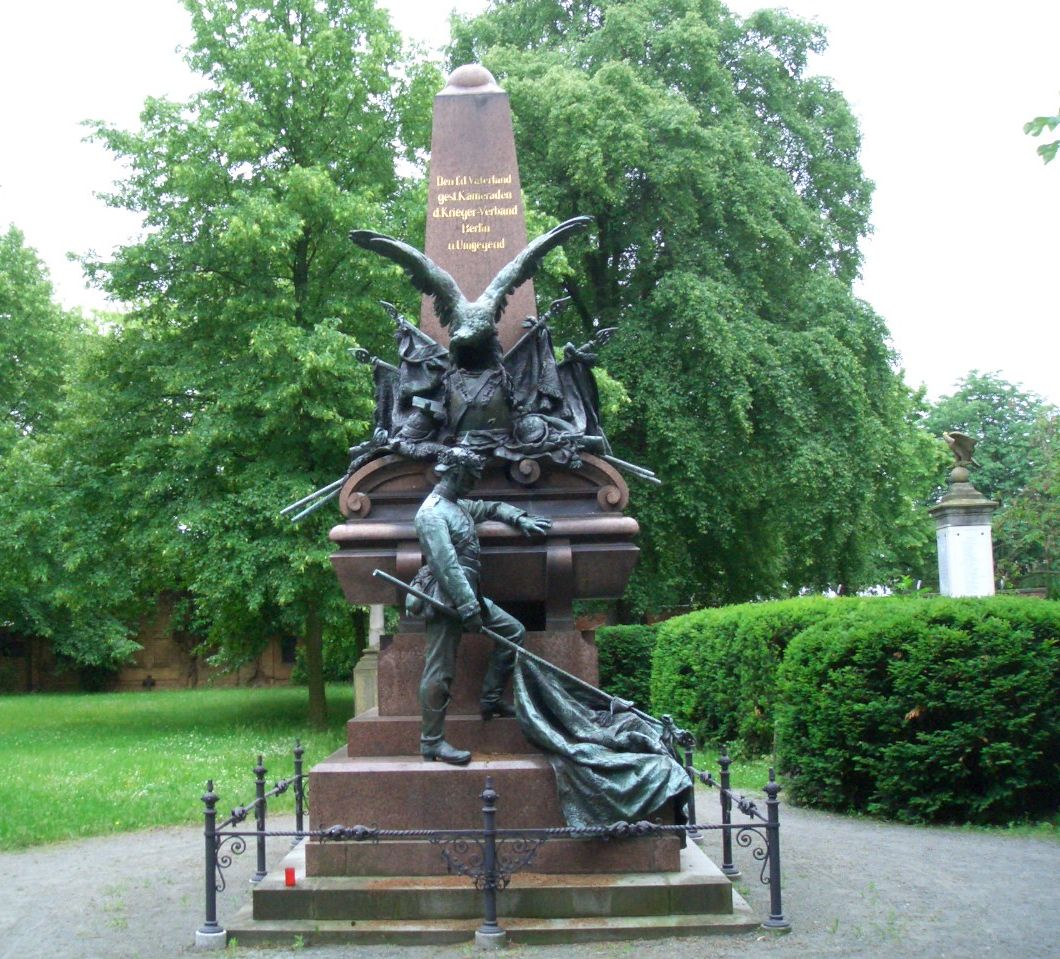
Один з багатьох німецьких військових меморіалів у Берліні загиблим у Франко-прусській війні 1870—1871 років Йоханнеса Боссе

Напередодні Першої світової війни не було традицій національного вшанування великих жертв війни. Франція та Німеччина порівняно недавно брали участь у Франко-прусській війні 1870—1871 років. У Німеччині був побудований ряд національних військових меморіалів у пам'ять про свою перемогу, здебільшого орієнтованих на вшанування своїх військових лідерів. У Франції пам'ятники загиблим були поширеними, проте не були загальнонаціональними, і багато міст і сіл, не зводили меморіали взагалі. В 1880 році для збереження французьких військових меморіалів та заохочення молодих французів брати участь у військовій діяльності була заснована нова організація, Souvenir Français; у 1914 році в організації було багато контактів в органах місцевого самоврядування.
Посилила увагу до військових меморіалів участь військ Великої Британії та Австралії в Другій англо-бурській війні 1899—1902 років. У цій війні взяло участь 200 000 одних лише британських добровольців, вона також привернула значну увагу преси. Після їх повернення місцевими регіональними керівниками або лорд-лейтенантами, що діяли від імені полків округу, були побудовані численні військові меморіали, які часто були розміщені в тихих місцях, щоб забезпечити спокій та умиротворення для відвідувачів. Австралія вшанувала своїх добровольців, розмістивши індивідуальні іменні таблички всередині будівель, встановивши меморіальні дошки на вулиці та спорудивши обеліски в громадських місцях. Хоча Англо-бурська війна стимулювала перехід від меморіалів, що зображували героїзм командування і були популярними на початку ХІХ століття, до меморіалів, присвячених простим солдатам, щорічних церемоній біля пам'ятників не проводилося і не було встановлено офіційного дня пам'яті. В меморіалах Англо-бурської війни в обох країнах відчувався брак якісного дизайну і виконання, відображаючи тогочасні аналогічні проблеми в США відносно пам'ятників, споруджених в пам'ять про Громадянську війну.
Нові європейські держави, які сформувались у другій половині ХІХ століття, мали, як правило, традиції військових меморіалів, але не в тих масштабах, що з'явилися після Першої світової війни. Італія спорудила різноманітні військові меморіали після об'єднання в 1860-х роках, але не було згоди щодо того, хто повинен нести відповідальність за це в новій італійській державі. В Румунії звели ряд героїчно стилізованих меморіалів після Румунської війни за незалежність 1877—1878 років, що зазвичай вшановували відомих лідерів, пов'язаних з незалежністю Румунії, але також були скромні місцеві пам'ятки. Болгарія і Сербія побудували багато військових меморіалів після закінчення Першої Балканської війни в 1913 році. Громадськість відігравала незначну роль у спорудженні цих східноєвропейських пам'яток, які зазвичай були побудовані центральним органами державної влади.

## Перша світова війна (1914—1918)

### Досвід військового конфлікту

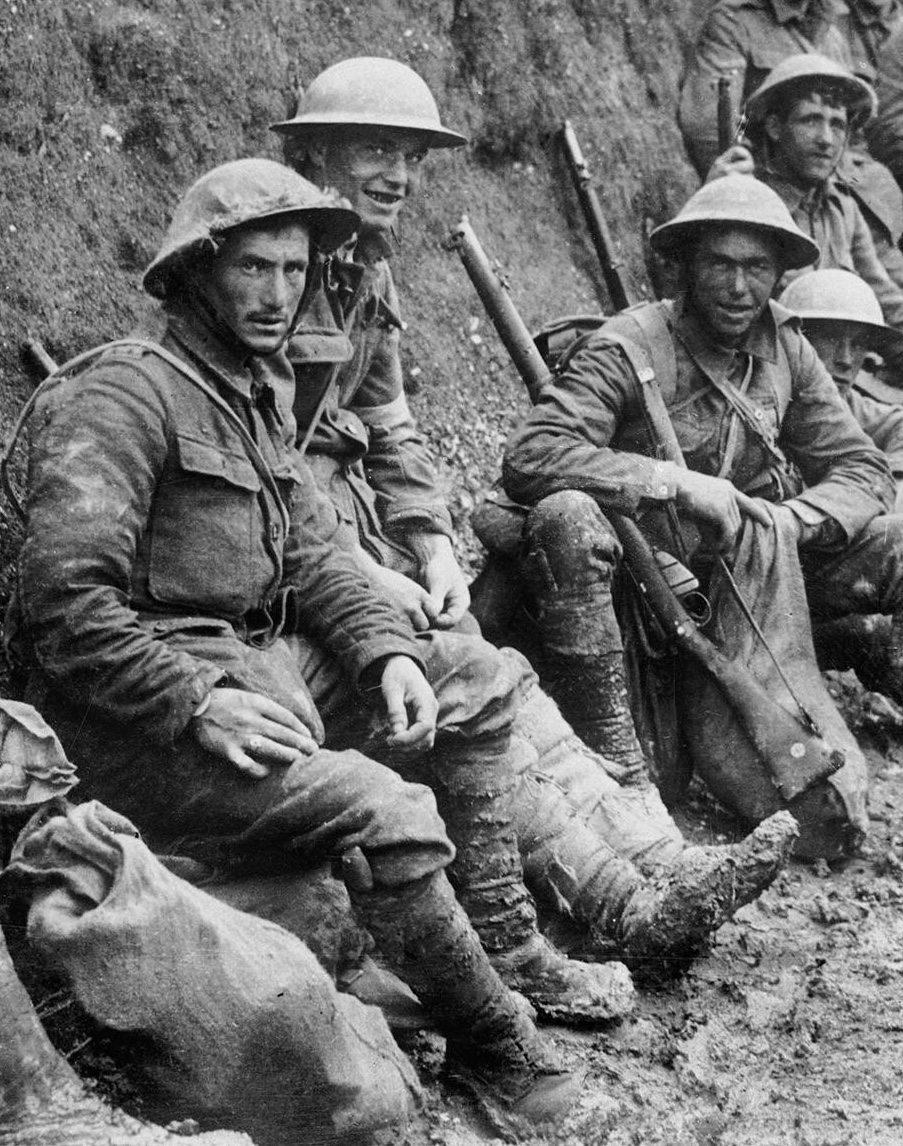
Королівські ірландські стрільці відпочивають у сполученні шанців на початку битви на Соммі

Меморіали Першої світової війни сформувалися під впливом травматичної природи військового конфлікту і його впливу на окремих людей та суспільство загалом. Досвід різних народів значно різнився, проте з'явилася спільна тематика. Війна викликала масовий заклик до зброї, зі значним відсотком мобілізованого населення у якості добровольців або за призовом. Кампанії проводилися на декількох фронтах по всій Європі та за її межами. Протистояння було механізованим і велося в промислових масштабах; існуюча зброя, така як кулемети і артилерія, була доповнена інноваційними технологічними новинками — літаками, підводними човнами і отруйними газами. На багатьох театрах військових дій, маневрені бойові дії виродилися в статичну позиційну війну, що призвело до війни на виснаження противника протягом багатьох років для перемоги. Бойові дії поширилися на більші ніж коли-небудь раніше площі, з ключовими моментами, такими як Верденська битва, що сильно закарбувалися в пам'яті держав.
Одним з результатів такого виду ведення війни був високий рівень втрат, порівняно з попередніми військовими конфліктами. Близько 2 мільйонів німців і 1,3 млн французів загинуло під час війни; 720 000 британських солдатів померло, разом з 61 000 канадських, 60 000 австралійських і 18 000 новозеландських військовослужбовців. На Східному фронті лише румунів загинуло 300 000. Війна мала глобальний характер, і одних лише китайців на Європейському театрі військових дій померло не менше 2 000. Було чимало загиблих протягом короткого проміжку часу або постраждалих в певних групах населення: половина французьких втрат сталася в перші 17 місяців війни, у той же час, наприклад, французький середній і вищий клас зазнали неспівмірних втрат. Багато з тих, хто вижив, були поранені в ході бойових дій; результатом деяких з них, таких як травми обличчя, стало те, що суспільство відцуралося від них і відсторонило їх від публічних заходів. Ці втрати залишили також велику кількість вдів і сиріт — лише у Франції 1,36 мільйонів, певним чином постраждали й інші сім'ї: в Австралії кожна друга втратила когось із рідних. Навіть ті, хто залишився вдома, сильно постраждали від стресу, неспокою і горя.
Війна також призвела до політичної напруженості, революцій і потрясіння. У Російській імперії вона вилилася в революцію, громадянську війну 1917—1923 років і прихід до влади комуністичної більшовицької влади. У Німецькій імперії революція розпочалася в кінці війни, з жорстокими вуличними боями у великих містах, включаючи Берлін; деякі з німців відчули, що цей досвід був надто швидко забутий у повоєнні роки. Румунія теж зіткнулася з революцією. Також були хвилювання в Ірландії; 210 000 ірландців взяли участь у війні в складі британських військ, проте Пасхальне повстання в Дубліні в 1916 році призвело в свою чергу до війни за незалежність Ірландії і пізніше до громадянської війни. В інших місцях війна висвітлила етнічні і релігійні розбіжності. УКанаді, наприклад, відмінності між англомовними, переважно протестантами, і франкомовними, переважно католиками, частинами країни стали все більш очевидними, і призов на військову службу став серйозною політичною проблемою.
В післявоєнні роки, ветерани, сім'ї загиблих і решта суспільства на межі одержимості зосередились на питанні смерті. Був величезний інтерес до створення військових меморіалів, які вшановували теми слави, героїзму та втрат. Частково стався розрив або зміщення акцентів відносно довоєнних критеріїв щодо того, як пам'ятники повинні виглядати і відчуватися; громадськість прагнула знайти нові, радикальні шляхи оплакувати мільйони загиблих, вбитих в сучасних військових конфліктах. В іншому будівництво меморіалів спиралося на традиційні форми та ідеї, існуючі релігійні та архітектурні теми представлення втрат і горя.

### Діяльність під час війни

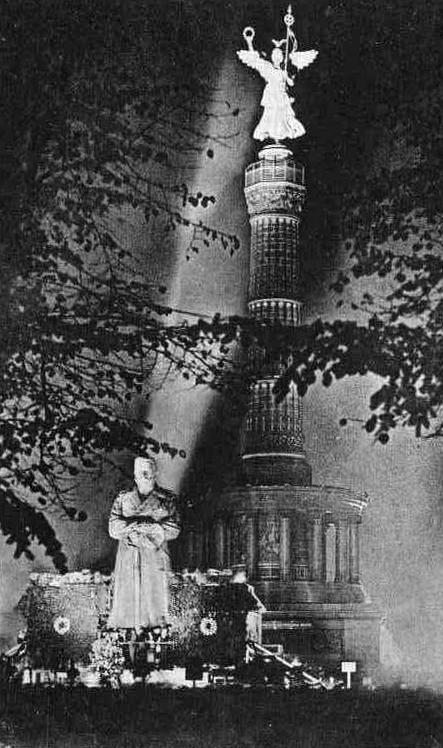
Залізний воїн Пауля фон Гінденбурга у м. Берлін, 1915 рік

В ході війни, меморіали почали створюватися в більшості країн в громадських центрах, особистих будинках або на місці боїв. Меморіали мали різні назви по всій Європі; серед англомовних країнах, вони назвалися монументи полеглим солдатам, але термін «військовий меморіал» став популярним під час військового конфлікту, в основному привернувши увагу до ролі суспільства в даних подіях. Німеччина пішла цим шляхом, назвавши пам'ятники Kriegerdenkmal — військові пам'ятники. Натомість у Франції та Італії їх назвали monuments aux morts та monumenti ai caduti: пам'ятники полеглим, прямо звертаючи вагу на померлих. Чимало з цих пам'яток було в приватних будинках, а не в громадських місцях, так як сім'ї загиблих часто робили домашні меморіали, використовуючи фотографії полеглих та їх особисті речі, надіслані додому з фронту.
У Великій Британії і Австралії, ранні меморіали були тісно пов'язані з необхідністю пропаганди військової служби і держава мала неоднозначне ставлення до неофіційних меморіалів, створених в ході військового конфлікту. У Великій Британії, воєнні кам'яні пам'ятники стали зводитися в містах і селах з 1915 року; деякі з них були надані державою в якості нагороди громаді з ціллю покращення військового набору. В Австралії спочатку була використані існуючі меморіали в честь Англо-бурської війни для пам'ятних заходів, покликаних підвищити військовий набір. Зі збільшенням втрат, у Великій Британії почали оголошувати списки героїчно загиблих, в Австралії всередині будівель були виставлені почесні таблички з іменами загиблих, їх використовувати для морального тиску на тих, хто ще не приєднався до армії. З подальшим продовженням війни почалося збільшення кількості неофіційних меморіалів. Місцеві австралійські суспільні групи звели невеликі пам'ятники, такі як фонтани для пиття і кам'яні стовпи, до того моменту, коли уряд зацікавився витратами на них і прийняв в 1916 році закон з метою контролю їх чисельності. У Великій Британії, деякі Англіканські церковні керівники почали створювати вуличні військові вівтарі полеглим. Ці дешеві місцеві меморіали були побудовані в основному в робочих кварталах, часто з дерева та паперу, і використовувалися для проведення короткого богослужіння в пам'ять загиблих і покладання квітів. Вони були піддані критиці як пропаганду католицької обрядовості. Офіційна їх підтримка почалася тільки після національної газетної кампанії, проведеної зусиллями Лорд-мера Лондона і добре розрекламованого візиту королеви Марії в храм та їх стандартизації. Після цього ранні тимчасові вівтарі почали замінювати на кам'яні.
По всій Німецькій імперії та особливо в Австрії стали популярними скульптури залізних воїнів та військові меморіали, зроблені з залізних цвяхів, вбитих в дерево. Вони мали різну форму, в тому числі у вигляді лицарів, щитів, орлів, хрестів, а також підводних човнів. Ця традиція мала середньовічне походження, і меморіали були покликані пропагувати під час війни burgfrieden — середньовічний пакт, в якому розрізнені німецькі громади мали відкласти в сторону свої розбіжності під час військового конфлікту. В деяких випадках, родичів загиблих заохочували забивати пам'ятні гвіздки, що було частиною церемонії, в той час як дітей могли спонукати зачитувати вірші в середньовічному стилі. Під час спорудження деяких залізних воїнів збиралася плата за кожен використаний гвіздок, з пожертвуванням доходів у благодійні фонди, що займалися підтримкою солдат, сиріт та інших осіб, постраждалих від військового конфліктом.

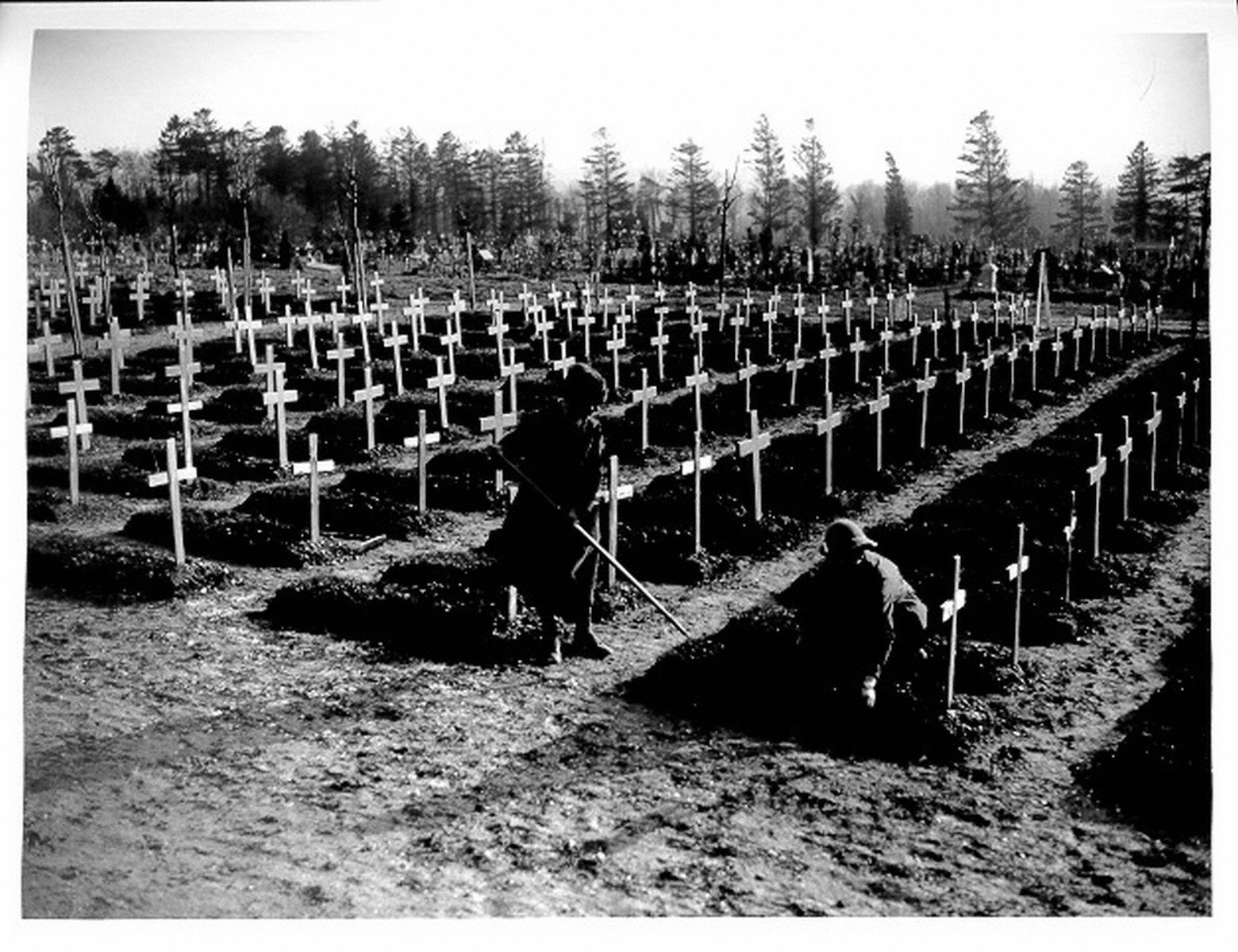
Британське військове кладовище початку 1918 року з тимчасовими хрестами в Аббевілі, Франція

Під час війни були побудовані деякі відносно великі меморіали. Найбільшим залізним воїном був пам'ятник генералу Гінденбургу, відомому своєю перемогою над росіянами в Пруссії в битві під Танненбергом; в Берліні була встановлена 12-ти метрова статуя, разом з риштуванням, щоб дати учасникам можливість дістатися до статуї і забивати в неї цвяхи. До кінця війни, архітектори в Німеччині вже роздумували, як поминати померлих. Великий, тимчасовий меморіальний храм був побудований в Гайд-парку у серпні 1918 року, за перший тиждень його відвідало понад 100 000 чоловік, це тривало більше року. Храм у Гайд-Парку викликав дебати у Великій Британії щодо постійних військових меморіалів у великих містах та селищах. Також почалося відкриття пам'ятних музеїв, присвячених подіям війни; Королівський військовий музей у Великій Британії в 1917 році, в Австралії Військовий музей відкритий в 1917 році; в приватному порядку, сховища військових документів у Франції, Німеччині (Kriegsbibliothek).
Під час самого військового конфлікту, були зведені пам'ятники неподалік від місць битв і тимчасові кладовища, що використовувалися для захоронення полеглих. У Великій Британії були сподівання на повернення загиблих на війні, але це швидко виявилася абсолютно неможливим, що призвело до безсистемних, самовільних дій навколо місць битв. До 1916 року у Франції та Бельгії було споруджено понад 200 військових кладовищ, що викликало дискусію про те, як довго ці меморіали будуть доречними у цих місцях. Уряд був стурбований тим, що непридатні, навіть неприємні пам'ятні знаки можуть бути встановлені родичами на кладовищах і було ухвалено рішення, що кладовища перебуватимуть під контролем держави і буде застосовуватися єдиний дизайн до пам'ятників на похованнях. Французькі кладовища були використані в якості пам'ятних місць для церемоній вшанування поранених солдат під час війни і багато міст стали називати вулиці і площі в пам'ять битви під Верденом. У Бельгії, де жахи війни і втрата території призвели до того, що фламандці все частіше складали непропорційно велику частку армії, поступово проблемою стала мова надгробних меморіалів, що вело до закликів створення heldenhuldezerkjes — надгробних каменів написаних на фламандській, а не стандартною французькою. У Російській імперії Московське міське Братське кладовище для загиблих на війні було побудоване у 1915 році Імператорською царською сім'єю та високопоставленими московськими політичними лідерами, які сподівалися, що її архітектура надихне майбутні покоління росіян до патріотизму.

## Міжвоєнний період

### Будівництво

#### Введення в експлуатацію меморіалів

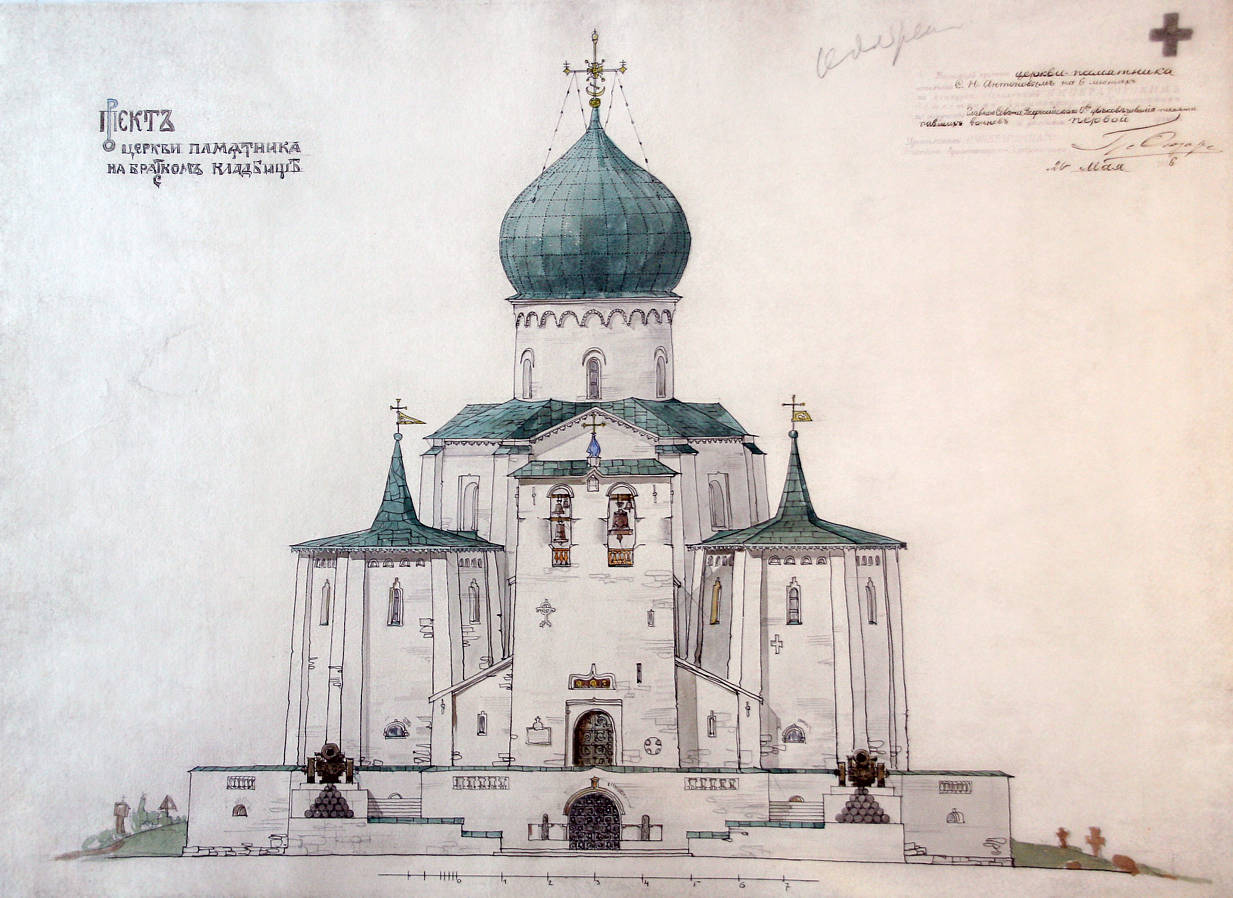
Спроектована під час війни меморіальна церква в Царському Селі, Російська імперія, 1916 рік

У міжвоєнний період з'явилися різні механізми введення в експлуатацію побудованих військових меморіалів. У більшості країн, що брали участь у військовому конфлікті, меморіали, споруджені у містах та селах, зазвичай були введені в експлуатацію місцевими керівниками громад та інших громадських організацій, з порівняно незначною або взагалі без централізованої участі держави. Виникли деякі національні організації, в тому числі Британський воєнний меморіальний комітет та Канадський воєнний меморіальний фонд, проте вони більше зосередилися на вузьких, обмежених проектах, ніж на намаганні координувати національні заходи. Робота місцевих рухів та комітетів могла призвести до створення кількох меморіали у рамках однієї громади або події: місце битви під Верденом було відзначене трьома різними пам'ятками, в деяких британських міст, наприклад, можна було побачити суперечливі меморіали, створені конкуруючими суспільними групами.
Натомість будівництво військових кладовищ, поховань та пов'язаних з ними пам'яток зазвичай перебувало під контролем центральної влади. У Великій Британії та Британській імперії таку роль взяла на себе Королівська воєнна комісія з поховань (IWGC). В Італії координувала військову репатріації тіл загиблих та будівництво кладовищ Національна комісія вшанування загиблих на війні. Німецька комісія військових поховань та Народний союз Німеччини з догляду за військовими похованнями були створені у 1919 році, і взяли суворий контроль над створенням і стилем німецьких військових кладовищ. Американська комісія воєнних меморіалів у подібний спосіб слідкувала за похованням військових США.
У Великій Британії і Австралії, лідери місцевих громад повинні були організувати місцеві комітети для створення військових меморіалів. У Британії були сильні традиції місцевого самоврядування і мери міст, голови місцевих рад або подібні керівники як правило намагалися створити меморіальний комітет. Тоді вони могли б представляти більш широке число місцевих лідерів громад, у тому числі християнське духовенства, керівників єврейських громад, волонтерських організацій, стрілецьких клубів та поліцейських добровольців, хоча іноді комітети більш жорстко контролювалися посадовими особами органів місцевого самоврядування. Колишні військовослужбовці іноді відчували, що їхня позиція була виключена з офіційного процесу, у той час як в інших випадках були скарги на те, що більш багаті члени спільноти відігравали непропорційно велику роль в ухваленні рішень. І в Британії, і в Австралії місцеві меморіали також були доповнені іншими пам'ятками, що відображали зайнятість більш широких суспільних груп, таких як, військові підрозділи або окремі види спорту, хобі або навіть тварин. У Північній Америці переважно ішла подібним шляхом. У Канаді ранні воєнні меморіали були, як правило, споруджені об'єднаннями колишніх військових, Королівським канадський легіоном або місцевою владою. Протягом 1919 року в США проходило важливе обговорення необхідності побудови досить великого, національного монументу в пам'ять загиблих на війні, проте не вдалося досягти консенсусу, і не був прийнятий жоден проект; меморіали, такі як Меморіал свободи в Канзасі, Міссурі були побудовані місцевими жителями.

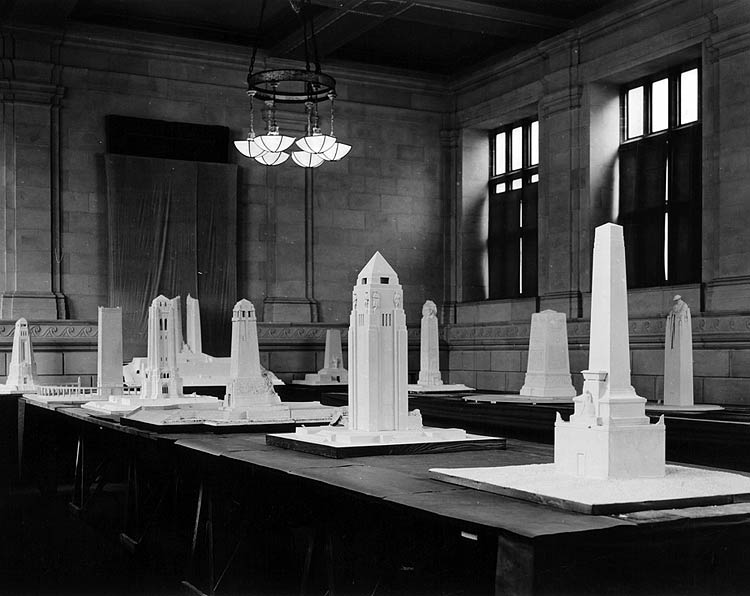
Конкурс з дизайну Канадського національного меморіалу у Вімі

В інших країнах, держава відігравала значну роль в процесі створення меморіалів. Наприклад, у Франції підготовка та будівництво більшості воєнних меморіалів покладалися в основному на місцеві громади, проте держава відіграла набагато більшу роль, ніж у Великій Британії та інших країнах. У 1919 році було прийнято закон, який встановлював офіційну роль представників органів місцевого самоврядування у процесі введення в експлуатацію меморіалів; після цього багато міст сформували комітети для прискорення цього процесу, переважно на рівні комуни. Члени Souvenir Français відігравали важливу роль в багатьох місцевих комітетах. В інших випадках, у міжвоєнний період органи влади посилили свою участь у введенні в експлуатацію військових меморіалів. В Румунії більшість меморіалів 1920-х років були споруджені місцевими громадами; у 1919 році королівська родина створила організацію Societatea Cultul Eroilor Morţi для посилення загального нагляду над вшануванням пам'яті про війну, її очолив Патріарх Румунської православної церкви. В 1930-х роках занепокоєння офіційних осіб різноманітністю дизайну меморіалів призвело до посилення контролю центральної влади над цим процесом.
Поширення фашизму сприяло в тому числі посиленню участі держави в створенні меморіалів. В Італії між закінченням Першої світової війни та 1923 роком місцеві групи та організації створили власні місцеві пам'ятки в селах та містах. Не всі села погодились, що меморіали мали відповідати політичним або релігійним міркуваннями. Після фашистської революції цей процес став більш централізованим; ветеранські групи були поглинені Фашистським урядом в 1926 році, а потім систематично намагалися побудувати відповідні національні та місцеві меморіали. У Німеччині політичний та економічний хаос перших післявоєнних років перешкоджав будівництву меморіалів громадянської війни. Порівняно невелика кількість громадянських меморіалів у власних великих містах була спричинена, головним чином, браком коштів у міжвоєнній економіці Німеччини та політичними розбіжностями між місцевими групами щодо того, що слід пам'ятати і як це зробити. Ті меморіали, що були споруджені, часто були побудовані місцевими рухами, що представляли певні партійні інтереси. Тільки після приходу нацистів до влади в 1933 році почало надходити значне фінансування у будівельні програми, контрольовані Берліном.
В результаті всіх цих процесів, в міжвоєнний період в усьому світі було побудоване велике число пам'яток, більше ніж до будь-якого іншого військового конфлікту. За підрахунками, у Франції було побудовано близько 176 000 військових меморіалів, в тому числі близько 36 000 в місцевих комунах. Більшість місцевих громадських меморіалів було побудовано до 1922 року, але їх спорудження в містах вимагало більш тривалого обговорення, тому воно розтягнулося в часі до 1930-х років. В 1920-ті роки тривало активне будівництво меморіалів у Великій Британії, і хоча ця тенденція затихла в 1930-ті роки, останній міжвоєнний меморіал було відкрито у місті Мумблес в 1939 році. Спорудження австралійських воєнних меморіалів також зменшується з середини 1920-х років. В Румунії було споруджено більше 3 500 меморіалів. Багато німецьких пам'ятників було побудовано протягом 1930-х років. На теренах Російської імперії було побудовано дуже мало військових меморіалів до подій Першої світової війни, в основному через розруху після Громадянської війни та політичні погляди нового більшовицького уряду.
Calculating the number of war memorials, including World War I memorials, is challenging.

#### Громадські та цивільні меморіали

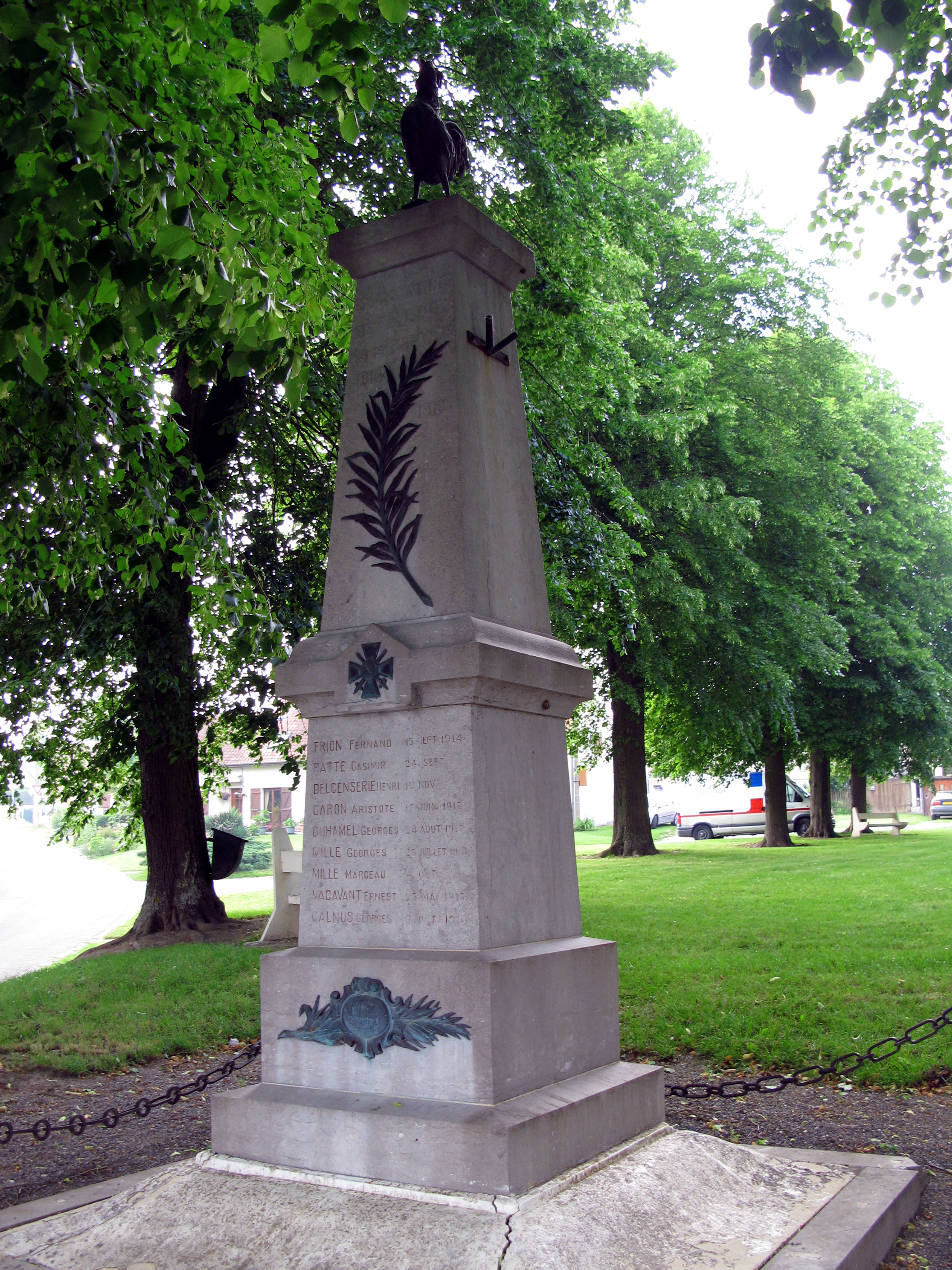
Французький меморіал у вигляді обеліска, прикрашений хрестом, пальмовою гілкою миру і Галльським півнем

Воєнні громадські та приватні меморіали мали багато форм — від пам'ятників, скульптур, будівель, садів, художніх творів до спеціальних фондів для підтримки певних видів діяльності. Одним з найбільш істотних розходжень між пропонованими військовими меморіали була відмінність між утилітарними і не утилітарними, символічним проектами; в США, утилітарні меморіали були названі «живі пам'ятники». Останні були призначені, щоб вшанувати пам'ять полеглих у практичний спосіб і, як правило, включають такі проекти, як бібліотеки, невеликі лікарні, котеджі для медичного персоналу, парки, вежі з годинником або галявини для гри в кулі, хоча в Британії та Канаді були також запропоновані масштабні міські проекти перепланування, включаючи перебудову центру Вестмінстера для формування великого воєнного меморіального комплексу та будівництва метро під річкою Детройт. На відміну від цього, неутилітарні меморіали, такі як пам'ятники, вшановували загиблих через свою символіку або дизайн. Місця для меморіалів також були різними: у Франції, наприклад, виникали питання щодо того, чи були ринкові місця придатними для цього, чи було б добре вибрати центральне розташування, чи не знецінює це символіку монументу? У Великій Британії, на відміну від практики ХІХ століття, меморіали, як правило, розміщували в людних громадських місцях.
У деяких країнах, таких як Франція і Німеччина, утилітарні меморіали були визнані абсолютно непридатними; німці, наприклад, вважали їх непатріотичними і нешанобливими по відношенню до мертвих. В інших країнах, особливо в протестантських, пройшли енергійні дебати щодо того, утилітарні чи символічним меморіали були більш доречними. У Великій Британії, цей спір був спричинений формуванням різних національних товариств для просування певної точки зору. На думку деяких практичні пам'ятники не берегли належним чином пам'ять про загиблих на війні; інші стверджували, що ці меморіали допомогли підтримати тих, хто пережив війну і суспільство в цілому. Хоча ці дискусії часто були втягнуті в місцеву політику, було мало взаємозв'язку між національними політичними поглядами і думками про вигляді меморіалів. Більшість меморіалів в Австралії були монументальними, а не утилітарними, але практичні меморіали, такі як лікарні, школи і нові дороги були все більш популярними в післявоєнний період, хоча деякі висловлювали побоювання, що ці пам'ятники могли бути пізніше знесені після розширення австралійських міст. В Америці утилітарні меморіали були більш популярними, і створення Національного комітету меморіальних будівель підкріплювало цю тенденцію. Американський рух «живі меморіали» сприяв посиленню критики воєнних пам'ятників Громадянської війни в США, які багато хто визнав погано виконаними.

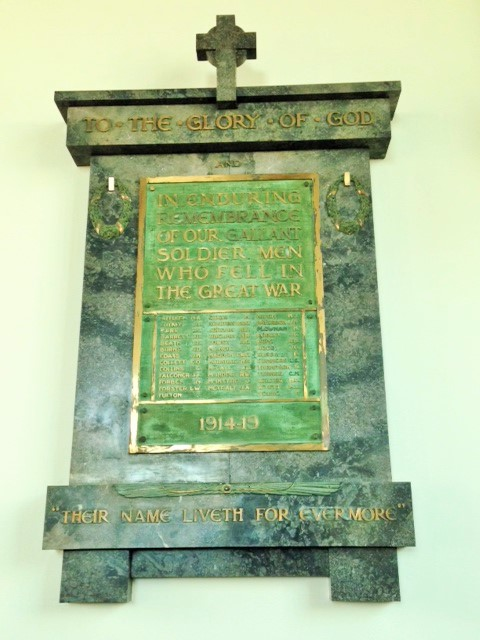
Церковний меморіал, розроблений в 1920 році для Пресвітеріанської церкви Малверна, пригороду Мельбурна

Символічні меморіали могли мати різний дизайн — від простих монументів до набагато складніших скульптурних композицій. Обеліски були популярною монументальною формою в ХІХ ст. і залишилися такими і в міжвоєнний період, в тому числі у Британії, Франції, Австралії та Румунії. Одним із факторів такої популярності було те, що обеліски були відносно дешевими у побудові, також вони добре вписувалися у громадську архітектуру багатьох міст. Іншим поширеним меморіальним стилем у світі були пам'ятні дошки. Популярними у більшості країн були скульптурні зображення солдат у різних позиціях, індивідуальні чи в групах; як правило вони були алегоричними, хоча у Франції могли нести політичне забарвлення і відображати місцеві політичні уподобання. Незважаючи на довоєнні тенденції, дуже мало західних воєнних меморіалів відображали героїзм командування, що було дуже поширеним раніше в ХІХ ст.; якщо було зображено солдат, то це зазвичай були прості військові, переважно піхотинці. Після відкриття Пам'ятника невідомого солдата у Лондоні він став популярним дизайнерським рішенням у багатьох місцях Британії та Австралії.
В іншому, окремі країни мали різні уподобання в стилях меморіалів. Французькі громади зазвичай зупиняли свій вибір на простих пам'ятках, розташованих у громадських місцях, і свідомо уникали політичних або релігійних образів та риторики. В Австралії та США були популярні меморіальні зали, деякі з яких були великими, грандіозними спорудами. В Австралії також виникла ідея Авеню аам'яті, яка складалася з ряду дерев з меморіальними дошками вздовж дороги. Канадці частіше привозили різні матеріали з Європи для своїх пам'ятників, у тому числі окремі фрагменти місцевих європейських церков та ґрунт з місць битв. Окремі країни також мали типові національні символи, що їх об'єднували, від британського «Британія», до Галльського півня та румунського Грифа. У Великій Британії та Італії було виготовлено чимало листівок військових меморіалів, керамічні моделі найвідоміших з них, такі як Кенотаф, були продані у якості сувенірів.

#### Кладовища
Військові цвинтарі Першої світової війни являли собою важливі меморіальні місця даного конфлікту і звичайно включали в себе відповідні монументи, які вшановували пам'ять про загиблих. Відповідно до Версальського договору кожна держава була офіційно відповідальною за збереження військових поховань на своїх територіях, але країнам, звідки походили загиблі солдати, як правило, було надано право самостійно проектувати та будувати військові цвинтарі. Деякі державні кладовища, природно, перебували на території власної країни, але наприклад у випадку Британії та її домініонів, цвинтарі могли бути відносно віддаленими і неможливість повернути загиблих на початку війні британців викликала внутрішні суперечки, і коли США приєдналися до війни 1917 року їхній уряд пообіцяв родичам, що тіла загиблих будуть повернуті в США і близько 70 відсотків з них були повернуті на батьківщину. На західному фронті кладовища, як правило, концентрувалися в певних місцях, причому тіла привозили здалеку для формування великих цвинтарів; в інших місцях вони, як правило, були меншими та більш розсіяними по території.
На території Великої Британії була велика дискусія відносно того, як IWGC має вшановувати пам'ять про загиблих на війні. Явним пріоритетом було будівництво військових цвинтарів, але існувало прагнення до розробки новаторської серії меморіалів загиблим солдатам і основним битвам на західному фронті, в той час як на сході виникла нагальна політична необхідність у будівництві меморіалів задля посилення міжвоєнних претензій Великої Британії на посилення впливу на території по всьому регіону. В рамках роботи програми домініони теж хотіли мати свої власні національні пам'ятники. Спочатку було заплановано дванадцять великих меморіалів, кожен з яких мав поєднувати меморіал важливій битві, кладовище і пам'ятник певному домініону, але уряд Франції висловив занепокоєння з приводу значного числа і розміру цих меморіалів, що призвело до їх зменшення вдвічі.

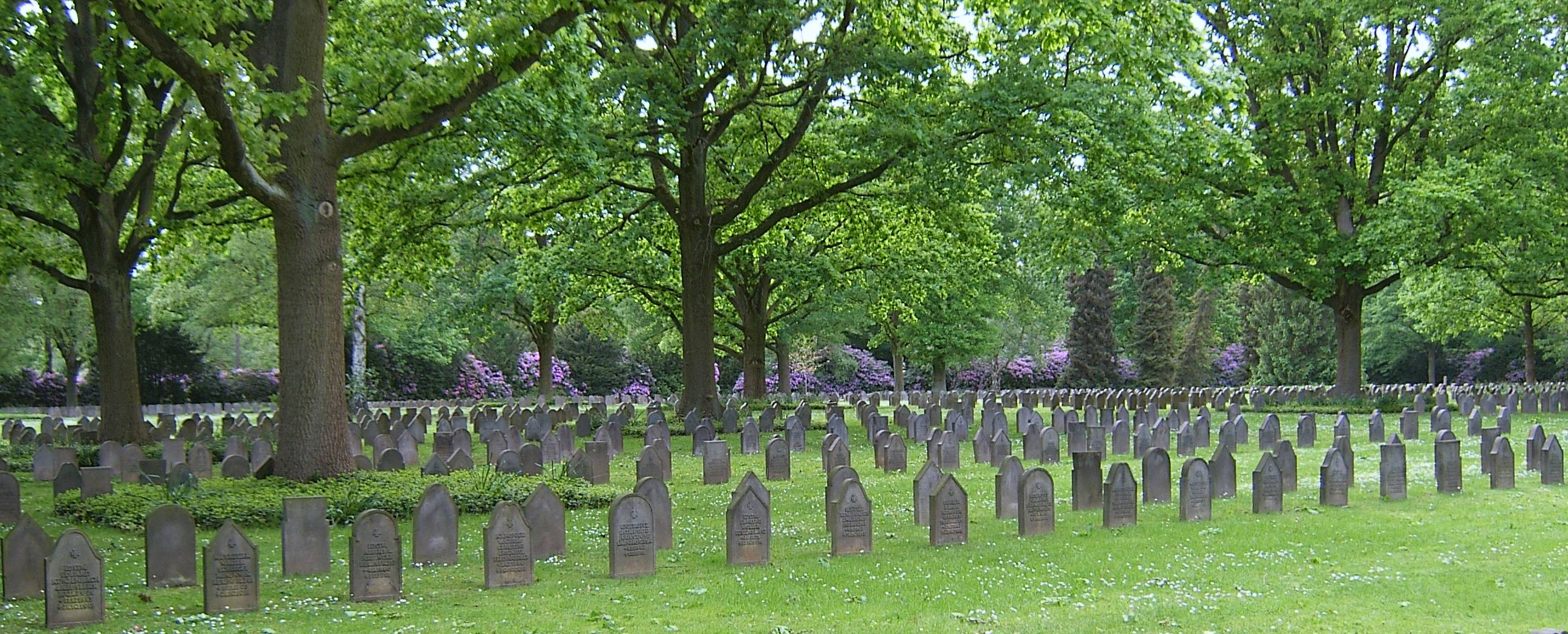
Кладовище Ольсдорф, Німеччина

Військові кладовища WGC мали вигляд обгороджених газонами і квітами ділянок, що повинні була нагадувати англійський сад; майже всі були побудовані навколо Воєнного каменя і Жертовного хреста, описаних більш докладно нижче. Їх стиль трохи змінювався залежно від архітектора і місця розташування, але зазвичай кладовища слідували класичним темам побудови будівель і меморіалів, іноді злегка адаптованим та зверненим до стилістики певного домініону. Будівлі на цвинтарях були важливим символом і формували важливу частину меморіалів. Поховання виявилися суперечливими: спочатку вони були відзначені дерев'яними хрестами, але після нетривалої суперечки було вирішено замінити їх пам'ятниками з портлендського каменя; оригінальні дерев'яні пам'ятки були в деяких випадках повернені найближчим родичам солдат. Кожний пам'ятник був ідентичний за формою, індивідуальними були лише напис імені, полку, дата смерті, релігійний символ і короткий текст, погоджений з найближчими родичами. Громадські дебати щодо цих поховань тривали протягом 1920-х років. Британські чиновники були стурбовані тим, що сім'ї зводять свої власні меморіали на місцях, погіршуючи зовнішній вигляд кладовищ; критики скаржилися на світський характер пам'яток, обмежені можливості сімей індивідуалізувати могили та надмірну роль IWGC у визначенні того, як ховали солдат.
Будівництво французьких кладовищ ускладнювалося ще більш палкими суперечками щодо того, як мають розподілятися тіла загиблих на війні. Під час конфлікту французькі загиблі військові бути розподілені між спеціальними військовими та місцевими цивільними кладовищами, а деякі були повернуті в їх рідні села. Католики традиціоналісти в уряді закликали до того, що тіла мають бути поховані разом у спеціальних кладовищах на західному фронті, в той час як інші агітували за те, що вони повинні бути повернуті на місцеві цвинтарі. 1919 року було ухвалено рішення використовувати спеціальні військові кладовища і заборонити повернення тіл, але до 1920 року це рішення було скасовано і 300 000 французьких загиблих були повернуті на свою рідну землю. Французькі військові кладовища були зазвичай набагато більші, ніж в IWGC і використовували конкретні католицькі хрести на всіх могилах, за винятком могил мусульманських і китайських військових, загиблих на війні.
Німецькі військові кладовища дещо відрізнялися від французьких і британських, маючи більш строгий і простий дизайн. Вони були побудовані неподалік дерев, без квітів або інших прикрас, що мало підкреслити розуміння трагедії і уникнути дорогої і пафосною сентиментальності, що бачили представники Народного союзу Німеччини за доглядом військових захоронень на кладовищах союзників. Німецькі військові кладовища також включали так звані heldenhaine, Гаї героїв з дубовими деревами і великими валунами — дольменами. Обидва символізують природу і тому таке упорядкування ландшафту німецьких військових цвинтарів було особливо важливим. На кладовищах використовували шиферні намогильні плити, менш індивідуальні, ніж англійські чи французькі аналоги, і які мали краще символізувати величність німецької нації в цілому.
У Східній Європі, в Румунії були побудовані так звані героїчні військові кладовища в межах існуючих героїчних цвинтарів на місцях битв Першої світової війни або нові кладовища, символічно розміщені на околицях міст. Дещо інша ситуація спостерігалася в Росії, де Московське міське Братське кладовище було використане не тільки для поховання загиблих під час Першої світової війни, але і для убитих під час Громадянської війни в Росії та пізніше жертв НКВС. Він був остаточно закритий більшовиками в 1925 році і перетворений в парк; згодом, можливо за наказом Йосипа Сталіна, місцева православна церква і надгробки були систематично знищені, поки майже ніяких слідів кладовища не залишилося.
Остання хвиля спорудження меморіалів військових кладовищ завершилася в 1930-х роках під проводом фашистських урядів Німеччини та Італії. Основні італійські воєнні кладовища не були закінчені до 1938 року, і в деяких випадках їх характер носив особливе політичне забарвлення, що мало підкреслити право Італії претендувати на важливі, але етнічно різноманітні, прикордонні регіони. У Німеччині в ті ж десятиліття були завершені так звані totenburgen, фортеці мертвих, які використовувалися у якості воєнних кладовищ і меморіалів. Це було в якомусь сенсі продовження дизайну кладовищ 1920-х років, що відзначало справжній німецький пейзаж, але широко включало модерн, монументальну особливість, що мала на меті виділити німецьку художню майстерність.

#### Місця битв

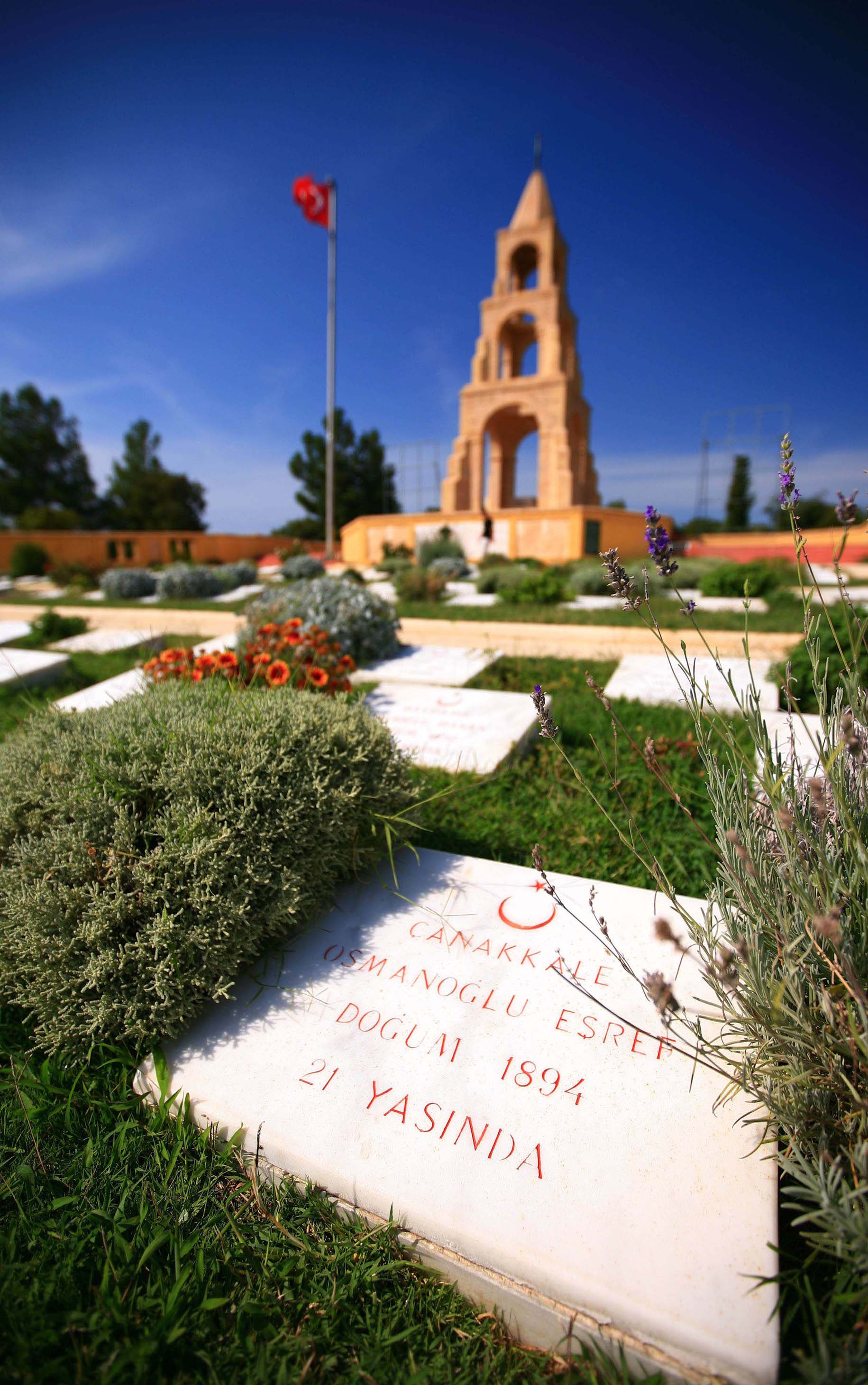
Турецький монумент та кладовище на місці битви в Галліполі

Більшість країн вважали певні поля битв особливо важливими через понесені там значні національні втрати, тому вони вжили заходів задля спорудження на них спеціальних меморіалів, а також кладовищ, де поховані їх загиблі військові. Французи вважали бої навколо Вердена символом усієї війни, в той час як для англійців такими були битва біля Іпра в Бельгії і битва на Соммі у Франції, особливо на горі Тьєпваль. Австралійські та новозеландські війська приділяли особливе значення кампанії при Галліполі. Таким же чином, у Румунії вартими особливої уваги вважали надзвичайно важливим місця боїв при Мерешешті та Мерешті. В міжвоєнні роки, ці поля битв часто називали «священними» землями, через зачну кількість загиблих на них.
Для спорудженням меморіалів на цих місцях були швидко сформовані національні урядові органи влади та фонди. Британський уряд, наприклад, поряд з роботою IWGC, створив Комітет експлуатації полів битв у 1919 році. Спочатку їх метою було відзначення більш героїчних аспектів бойових дій, на противагу меморіалів загиблим, які були побудовані в іншому місці; проте до 1921 року комітет вступив у партнерські відносини з IWGC і прийняв такий же погляд на вшанування полеглих воїнів. В 1920 році для спорудження військових меморіалів на найважливіших полях битв, у яких брали участь канадські військові, було засновано Канадську комісію меморіалів битв (CBMC).
З'явився цілий ряд меморіалів на полях битв. Для збереження пам'яті про Верден приватною благодійною організацією, організованою єпископом Вердена, був побудований величезний Домонський склеп. Він був навмисно зроблений багатоконфесійним, складаючись з католицьких, протестантських, юдейських та ісламських об'єктів. Румунська влада побудували схожий мавзолей в місті Мерешешті, який використовувався подібно до  французького склепу під Верденом. Були деякі побоювання щодо того, що CBMC, сфокусувавшись на виробництві одного головного меморіалу у Вімі, принижує значущість інших битв. У Туреччині, все поле битви при Галліполі в 1923 році було передане Великій Британії та її домініонам, і воно було перетворене в обширний меморіал загиблих на війні. Не було реконструйовано жодних поселень, так що загиблі були в основному розміщені в окремих могилах і невеликих кладовищах, а схили були засаджені австралійською рослинністю. Особливо популярними пам'ятниками в Галліполі були обеліски уздовж гірських хребтів, включаючи один висотою в 100 футів (близько 40 м.).
Існувала невизначеність щодо того, як обходитися з простором полів битв навколо цих пам'яток. В кінці війни, відвідувачі та туристи могли легко побачити руйнування, нанесені війною і сліди бойових дій, але післявоєнна відбудова означала, що до 1930-х рр. більша частина цих руйнувань на західному фронті буде усунена. У ряді випадків, ветерани відчували, що поля битв мали бути збережені в їх безпосередньому післявоєнному стані як меморіали; деякі люди, які вважали руїни Вердена меморіалом, виступили проти реконструкції міста. Було запропоновано залишити укріплення Домону в руїнах, як пам'ятник загиблим під Верденом, і питання про засадження даної території деревами в 1930-ті роки призвело до суперечки з ветеранами. Деякі фрагменти системи траншей були збережені недоторканими як меморіали, в тому числі меморіал Бомон-Амель Ньюфаундленд і система траншей в Канадському національний меморіалу у Вімі. На інших театрах військових дій, наприклад, в Іраку і Палестині, реконструкція зайняла значно більше часу, і тіла залишилися непохованими, принаймні, до 1929 року.

#### Економіка

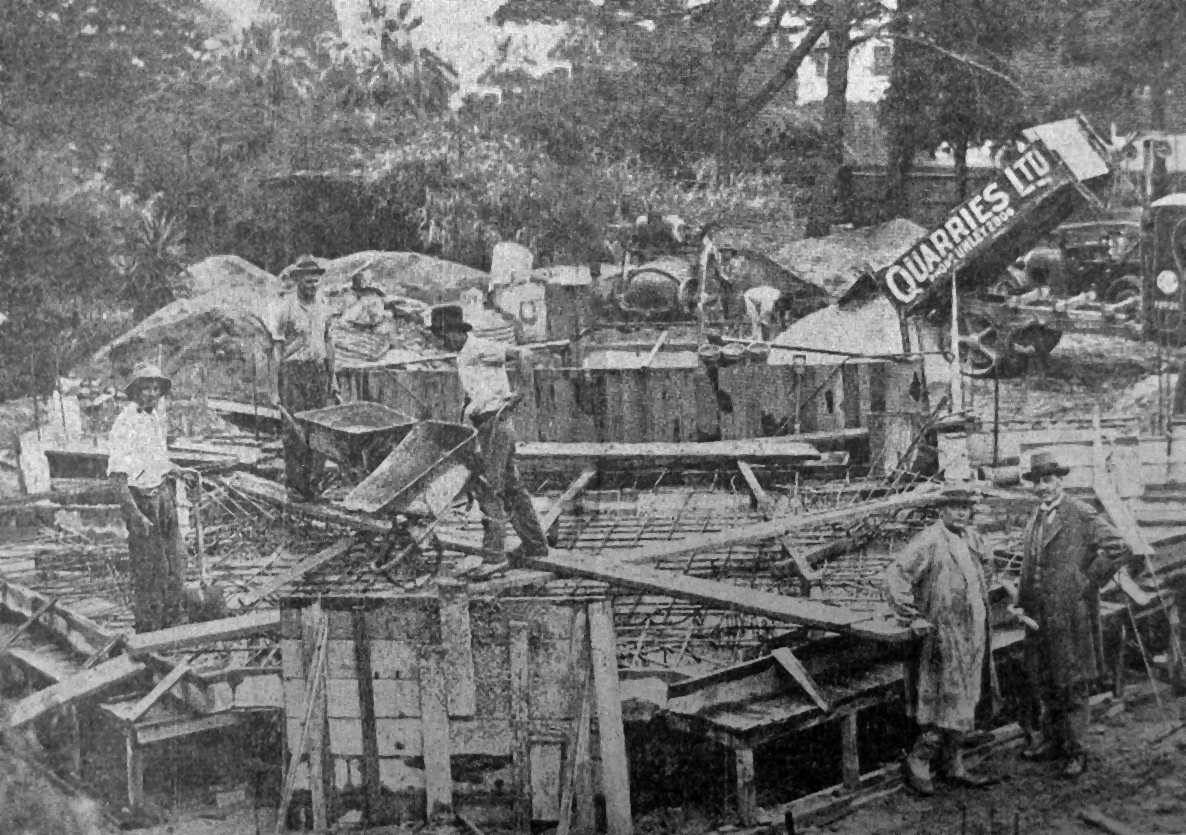
Робітники у 1928 році на спорудженні Національного воєнного меморіалу, Аделаїда

Для побудови більшості меморіалів, переважно великих пам'ятників, чи будівельних проектів були потрібні значні ресурси та кошти; іноді професійні послуги надавалися безкоштовно, проте, як правило, дизайнерам, робочим і постачальникам платили. В різних країнах підходили до цієї проблеми по-своєму, залежно від місцевої культури і ролі держави. Незважаючи на особливий характер меморіалів, договірні спори та питання щодо витрат, термінів і специфікації були загальними, від невеликих робіт у селах і до великих творів, таких як Меморіал у Вімі. Величезний обсяг роботи стимулював промислові інновації: наприклад, на багато тисячах британських меморіальних каменях написи спочатку висікали вручну, допоки компанія з Ланкаширу винайшла автоматизований гравіювальний процес.
У Великій Британії єдино правильним способом платити за військові меморіали було визнано добровільні пожертви, а не фінансування місцевих чи центральних органів влади, хоча були сумніви щодо активності збору коштів. Могло бути досить важко підвищити необхідні внески  і багато комітетів перепробувала різні засоби, в тому числі і моральний шантаж, з метою отримання великих сум від більш заможних членів громади. Сума успішно зібраних грошей значно відрізнялася: у місті Глазго з мільйоном жителів, залучили близько 104 000 фунтів для меморіалів; а у Лідсі з близько півмільйоном жителів, зібрали тільки 6 000 фунтів. Типовий меморіальний пам'ятник у Великій Британії коштував від 1 000 до 2 000 фунтів, але деякі з них могли бути ще дешевшими; більш великі, такі, як Королівський артилерійський меморіал, могли коштувати 25 000 фунтів. Австралійські громади залучили стільки ж коштів, як і у Великій Британії, але процес їх збору був набагато відкритішим і включав безпосередній збір пожертвувань. Типові австралійські проекти коштували від 100 до 1 000 фунтів, найбільші меморіалів до 5 000 фунтів; також іноді використовувалися банківські кредити. Меморіали вздовж лінії західного фронту, будучи більшими, коштували також більше ніж їх цивільні аналоги, наприклад, Віллер–Бретонський австралійський національний меморіал обійшовся IWGC і Австралійському уряду у близько 40 000 фунтів.

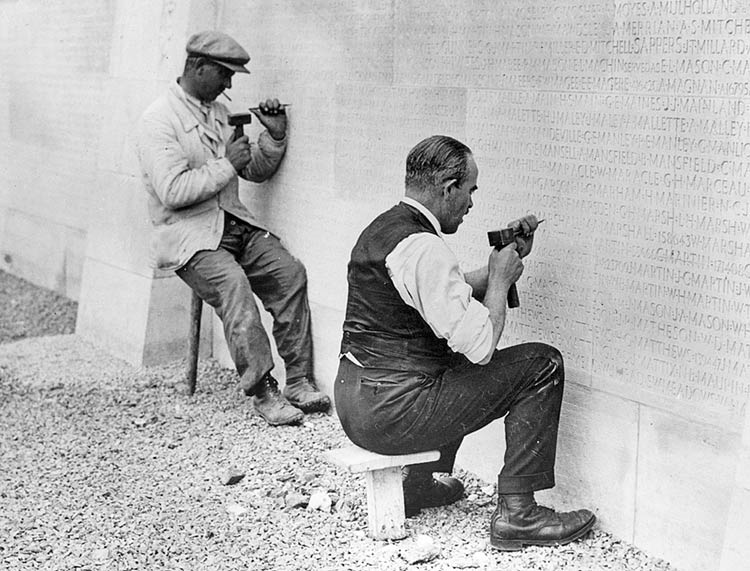
Висікання імен на канадському Національному Меморіалі у Вімі

Французький підхід до фінансування меморіалів також спирався в основному на добровільний збір коштів, але відзначався великою роллю держави. Закон, прийнятий у 1919 році, передбачав субсидії від центрального уряду для місцевої влади на допомогу у будівництві меморіалів; гроші були розподілені пропорційно кількості місцевих жителів, які загинули у війні. Тим не менш, найбільші французькі проекти, такі як склеп Домон, були оплачені в основному через приватний збір коштів у Франції і міжнародному співтоваристві: збір необхідних коштів міг зайняти багато років. Будівництво склепу коштувало 15 000 000 франків; з іншого боку, більш скромні міські меморіали коштувати близько 300 000 франків.
Велику частину міжвоєнного періоду складали економічний спад або стагнація, що робило збір коштів більш складним. В результаті цього багато проектів меморіалів довелося скоротити або змінити через відсутність грошей. Остаточний розмір склепу Домон довелося зменшити у розмірах на третину через сповільнення збору коштів. Пропозиції про перетворення запланованого Імперського воєнного музею в грандіозний Меморіал загиблих на війні були відкладені через брак коштів.
Будівництво меморіалів дало поштовх росту виробництва у всіх країнах, що брали участь у війні. У Великій Британії і Австралії, мулярам надали великий обсяги масового виробництва, часто рекламованого через каталоги, в той час як професійні архітектори склали основу спеціалізованих комісій військових меморіалів, використовуючи свої професійні організації. Професійні скульптори стверджували, що їх робота була кращою і більш доречною, ніж у архітекторів, але вони були учасниками набагато меншої кількості комісій. Британські муляри постачали дешеву продукцію через каталоги. У Франції, похоронні бюро зіграли велику роль в бізнесі з виробничого дизайну, виготовляючи каталоги своєї продукції на вибір для місцевих громад. У США великий інтерес викликав спеціалізований журнал, Монументальні новини, що був створений для підтримки зайнятості воєнними меморіалами.

### Інновації і смуто

#### Імена загиблих

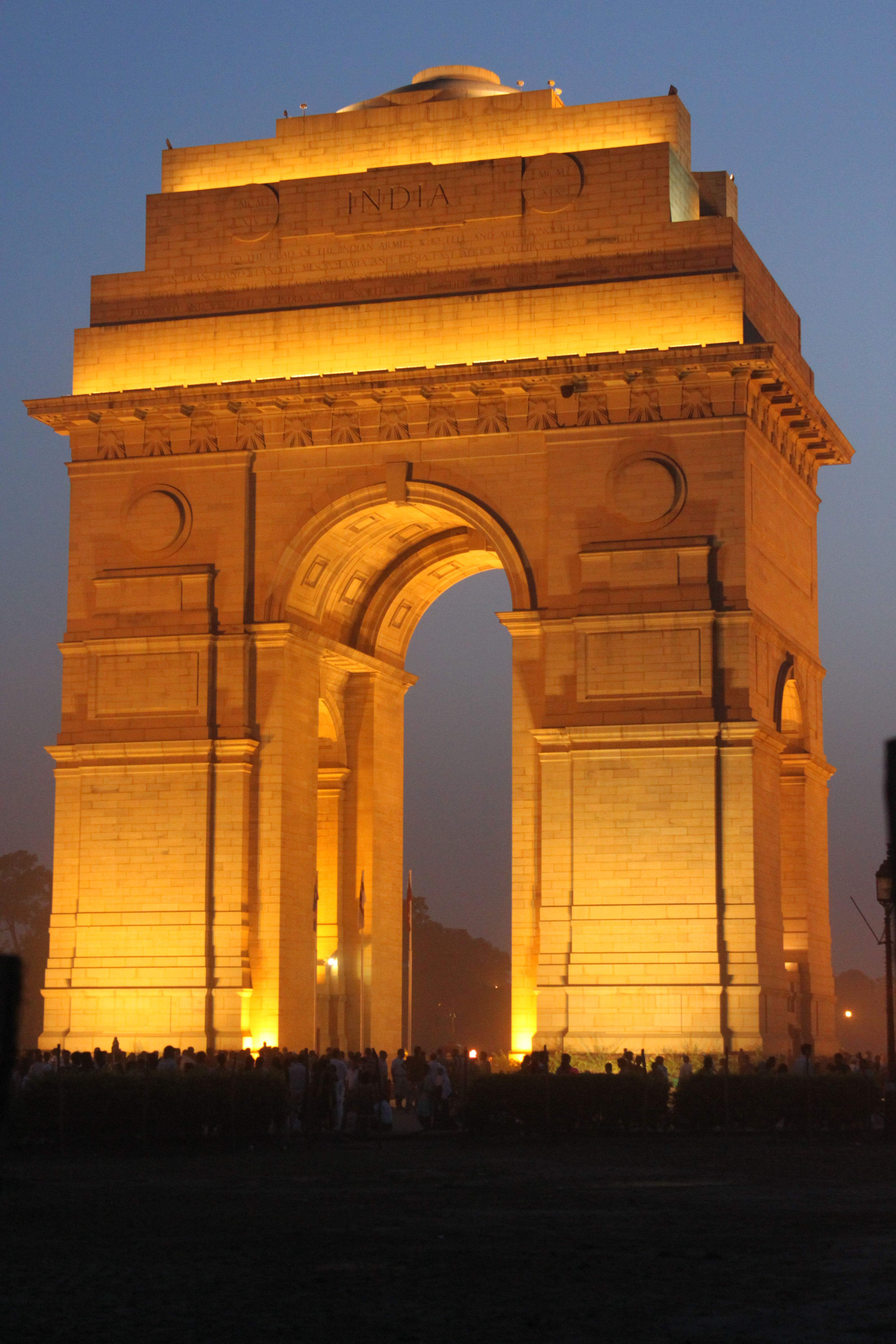
Ворота Індії в Нью-Делі був відкриті в 1931 році в ознаменування втрат Армії Британської Індії під час Першої світової і третьої англо-афганської війни

Післявоєнному суспільству було важко впоратися зі смертями, викликаними Першою світовою війною: їх безпрецедентний масштаб кинув виклик правилам їх вшанування. Крім того, під час війни виникли очікування, що будуть відзначені і окремі військові, навіть низькопоставлені. Частково це була відповідь на практичну проблему увічнення пам'яті настільки великого числа загиблих, але він ніс додаткове символічне значення; у певному сенсі, фізична присутність імені компенсувала відсутність тіла загиблого. Ці списки були різними — від 21 імені, перерахованого в невеликому англійському селі як Іст-Ілслі, до 54 896 імен, записаних на Мененських воротах і 73 357 на меморіалі у Тьєпвалі.
Цивільні меморіали у Британії та Франції, як правило, мали записані імена; у Британії вони були часто поєднані з іншими епіграфами чи написами, у Франції, де значення імені мало ще більше значення, для них було обрано просте подання. У Франції імена зазвичай були перераховані в алфавітному порядку, нагадуючи військове представлення. Англійська фраза, прийнята IWGC, «їх імена житимуть вічно», стала популярною завдяки Редьярду Кіплінгу, який втратив сина під час війни. У британських списках було часто відсутнє військове звання, створюючи враження загальної рівності у смерті. Довгі списки імен — до 6 000 — включені в церкви у Великій Британії та Німеччині. В Австралії, де війська були представлені виключно добровольцями, всі, хто служив, зазвичай були записані на меморіалах, в той час як у Новій Зеландії, де була військова повинність, на меморіалах були зафіксовані лише імена загиблих.
Дотик до імен загиблих на меморіалах був звичайним жестом скорботи в міжвоєнний період; іноді плачучі навіть їх цілували. Відвідувачі меморіалів на західному фронті часто фотографували чи копіювали на папері відповідні імена, забираючи ці нагадування, повертаючись додому. На відміну від цього, імена померлих грали значно менш роль в Італії, де офіційні списки загиблих на війні не були встановлені до середини 1920-х років; місцеві громади склали власні списки, що використовувалися для виробництва місцевих меморіальних дощок, але національні списки залишалися неточними протягом багатьох років.
Після війни, бронзова меморіальна табличка, на якій було написано ім'я загиблого поряд із символом Британії, левом і сувоєм, надсилалася родичам тих, хто загинув на службі Британської імперії. В Канаді були дуже популярними почесні списки, особливо відразу після закінчення війни, хоча виявилося спірним питання про те, чиї імена мають бути у них: чи слід включати, наприклад, випадково загиблих? Де було недоцільно вписувати імена в церквах, як правило, через кількість жертв і наявний простір, їх часто записували замість цього в спеціальні книги.

#### Кенотафи і Могили невідомого солдата

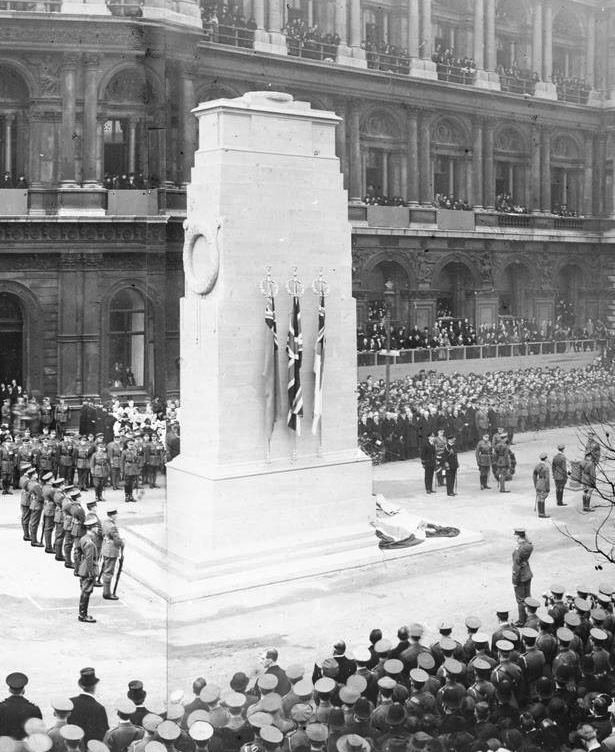
Відкриття Кенотафу в Лондоні, 1920 рік

Велика кількість солдат, загиблих у війні не були знайдені, також було чимало тіл, які не можна було ідентифікувати; це також вимагало нових форм вшанування. Масштаб проблеми був величезним: наприклад 73 000 загиблих союзних солдат не було знайдено на Соммі тому, що їх тіла були втрачені, знищені або були абсолютно невпізнавані, що складає більше 10 відсотків усіх загиблих під час битви.
В одному із ключових прийомів меморіалів війни, кенотафі, використовували порожню труну, що символізує саме ці аспекти війни. У 1919 році Велика Британія та Франція запланували паради перемоги в своїх столицях і у Франції, як одну із його складових, вирішили поставити тимчасовий пам'ятник невідомого солдата, порожній саркофаг-пам'ятник, який би ніби віддавав честь військам, що проходили маршем. Британський прем'єр-міністр Девід Ллойд Джордж вирішив, що схожий, але неконфесійний меморіал повинен бути побудований в Лондоні, незважаючи на міністерські побоювання, що кенотаф був непідходящою, католицькою формою пам'ятника і що це може бути зневажливо. Після парадів перемоги французькі політичні лідери демонтували меморіали в Парижі на тій підставі, що це було дуже по-німецьки, але Лондонський кенотаф виявився дуже популярним і сотні тисячі людей збиралися, щоб побачити його. В результаті популярності тимчасового Кенотафу він залишався відкритим до наступного року, коли мало бути ухвалене рішення про те, що робити зі спорудою, що розпадалася: уряд був стурбований, що постійний меморіал може бути зруйнований, а популярна преса критикувала будь-яку пропозицію з демонтажу існуючої споруди. Новий, постійний кенотаф, спроектований Едвіном Лутйенс, був введений в експлуатацію і відкритий на Уайтхолл-Стріт в день перемир'я 1920 року, перетворюючи цю частину Лондона в меморіал війни; більше мільйона чоловік відвідали це місце протягом листопада цього року. Цей дизайн меморіалів став дуже популярним і в наступні роки поширився на інші країни.
На відміну від порожнього кенотафу, інша нова форма меморіалу, Могила невідомого солдата, використовувала ідею поховання одного із невпізнаних тіл загиблих від війні як символічний пам'ятник всіх полеглих воїнів. Ця ідея почала з'являтися в кінці війни і активно просувалася деякими британськими ветеранськими групами в 1919 році. Однак, спочатку, вона не здобула популярності в уряді через успіх Кенотафу в  Уайтхоллі, тому не було потреби в другому меморіалі. І нарешті в 1920 році, після лобіювання британським священиком Девідом Рейлтоном, Велика Британія і Франція вирішили створити Могилу невідомого солдата, вибираючи невідоме тіло і створюючи особливий меморіал навколо нього; вони були відкриті на день перемир'я. Однак, вибір місця для французького поховання викликав суперечки і він не був завершений до наступного року, коли діло загиблого воїна було поховане під Тріумфальною аркою. Концепція виявилася популярною, і спричнинила до відкриття подібних меморіалів у інших країнах.

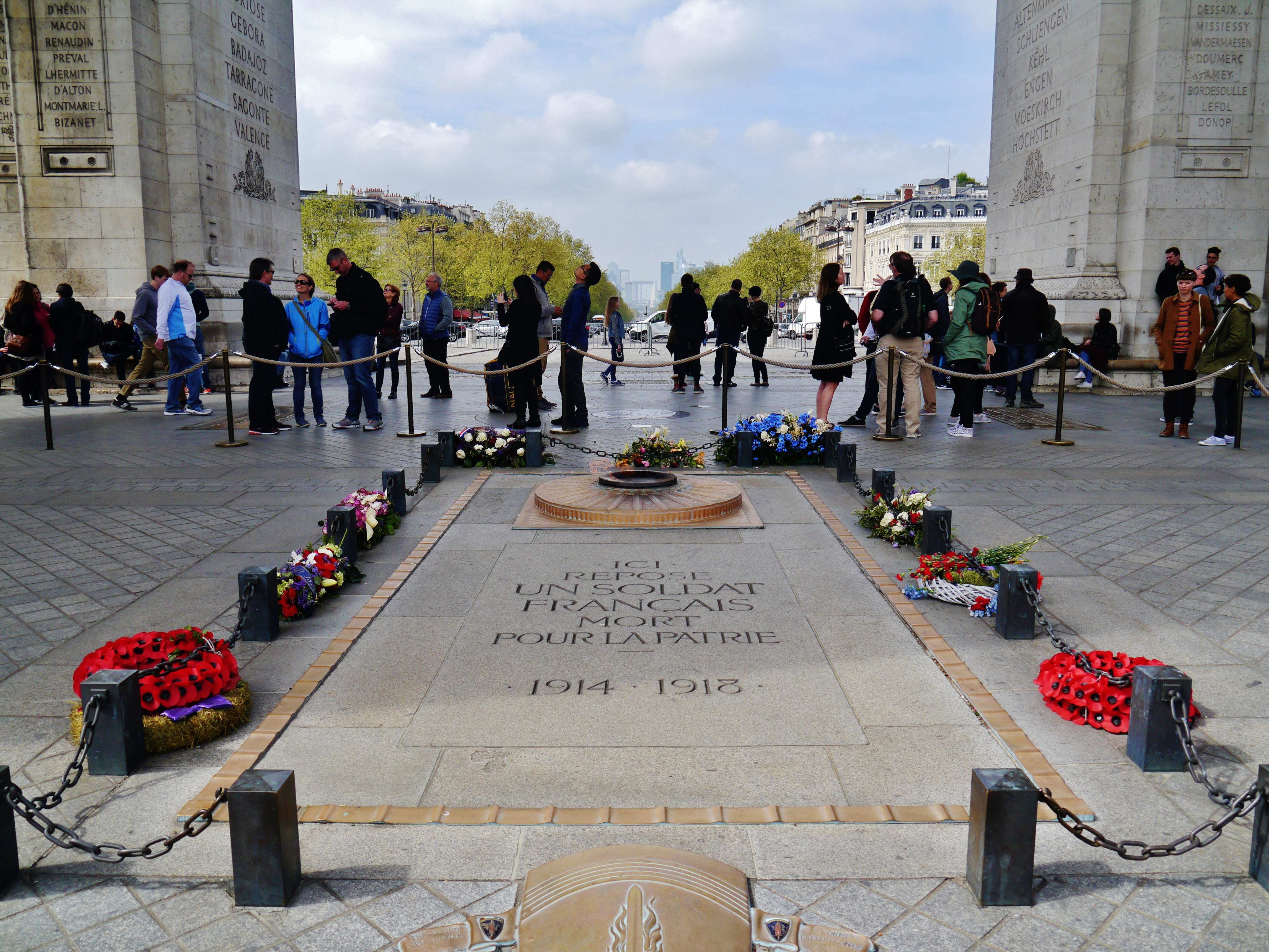
Могила невідомого солдата, Париж

В Італії ідея меморіалу Невідомого солдата була особливо популярною, оскільки списки імен на меморілах були менш поширені, а Італія особливо страждала через неідентифіковані жертви внаслідок військових кампаній в Альпах: у 60 % випадків тіла, поховані в Редіпульсії, були невідомими. Могила невідомого солдата в Римі була побудована в 1921 році, а інші неопізнані тіла були включені до місцевих релігійних обрядів померлим в Італії.  Ці італійські меморіали були важливими у політичному значенні, адже у післявоєнні роки Італія була глибоко розділена і ліберальний уряд сподівався, що їх відкриття об'єднає країну. На практиці вони стали точкою напруженості між лібералами та італійським фашистським рухом і Беніто Муссоліні стверджував, що призначив прихід до влади в наступному році, щоб гарантувати, що церемонія 1922 року на Могилі невідомого солдату відбудеться під головуванням фашистського уряду.
Інші країни придумували подібні меморіали. США побудували Могили невідомого солдата в 1921 році. Хоча ця ідея була явно зарубіжною концепцією, вона виявилася дуже популярною серед американської громадськості, а до 1936 року залучала понад 1,5 мільйони відвідувачів на рік і виступала в ролі неформального національного меморіалу війні. Едвін Редслоб, член німецького уряду, підтримав аналогічну схему в 1925 році, але без успіху, і Майнцький та Ульмський собори були пізніше запропоновані як варіанти для Могили невідомого солдата. У Німеччині він не був остаточно побудований до 1935 року, коли його профінансував нацистський уряд, в заключному меморіалі було 20 тіл невідомих німецьких солдатів зі Східного фронту. Інші країни також будували такі меморіали, включаючи Бельгію та Португалію, а у Франції та Великій Британії ці гробниці були розміщені у столичних містах; була невдала спроба розмістити румунську гробницю в Марашешті, але це виявилося непрактичним як з логістичних, так і з церемоніальних причин. Канада, Австралія та Нова Зеландія відмовилися будувати власні меморіали, оскільки їх вважали представленими Могилою невідомого солдата у Лондоні.

#### Церемонії

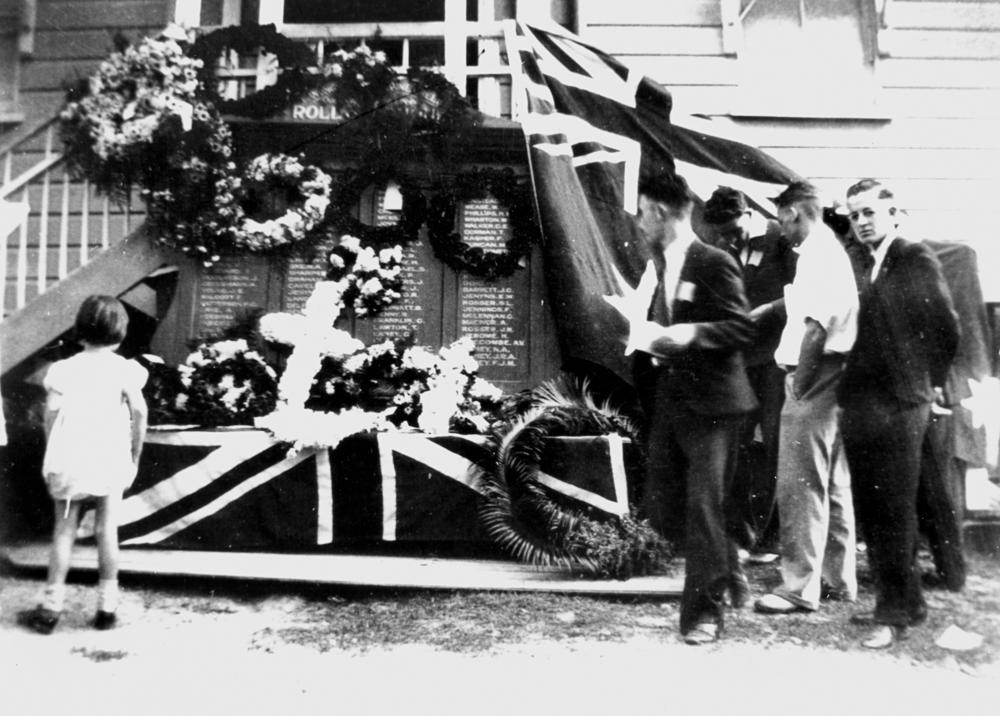
Церемонія в День АНЗАК біля пам'ятної дошки в Канугрі, Австралія, 1937 рік

Церемонії проходили на багатьох меморіалах, чимало з них були офіційно відкриті чи представлені під час публічних заходів, в той час як інші використовувалися для постійних церемоній в пам'ятні дні. Меморіали у Великій Британії та Франції зазвичай були відкриті під час цивільних церемоній за участю місцевих сановників, ветеранів та родичів загиблих військовослужбовців. Деякі меморіали використовувалися для щоденних церемоній; наприклад, у 1928 році біля Мененських воріт зазвичай виконували на горні мелодію Last Post, і ця практика поширилася на багато інших подібних меморіалів у Франції.
Деякі церемонії сформувалися навколо меморіалів у спеціальні дні року. Протягом війни британці відзначили 4 серпня як День Пам'яті, проте в кінці війни його замінили щорічним Днем Перемир'я 11 листопада. Він став нормою для церемоній, які проходили на меморіалах Британії в 11 годині цього дня, під час двохвилинної хвилини мовчання, започаткованої урядом, поліцією та місцевою владою. З 1919 року Лондонський Кенотаф сформував національний центр для таких церемоній, церемонію у перший День Перемир'я відвідало 500 000 чоловік за чотири дні. Церемонія у Кенотафі була прирівняна до релігійної події: Дейлі мейл, наприклад, описала емоції та «містичний зміст» церемонії, які поєднавшись, утворили специфічний «ореол» і «ауру». Церемонії у Кенотафі давали матеріали та фотографії для національних газет і національне радіо розпочало транслювати подію в 1928 році.
Britain initially termed Armistice Day «Armisticetide» in the years following the war.

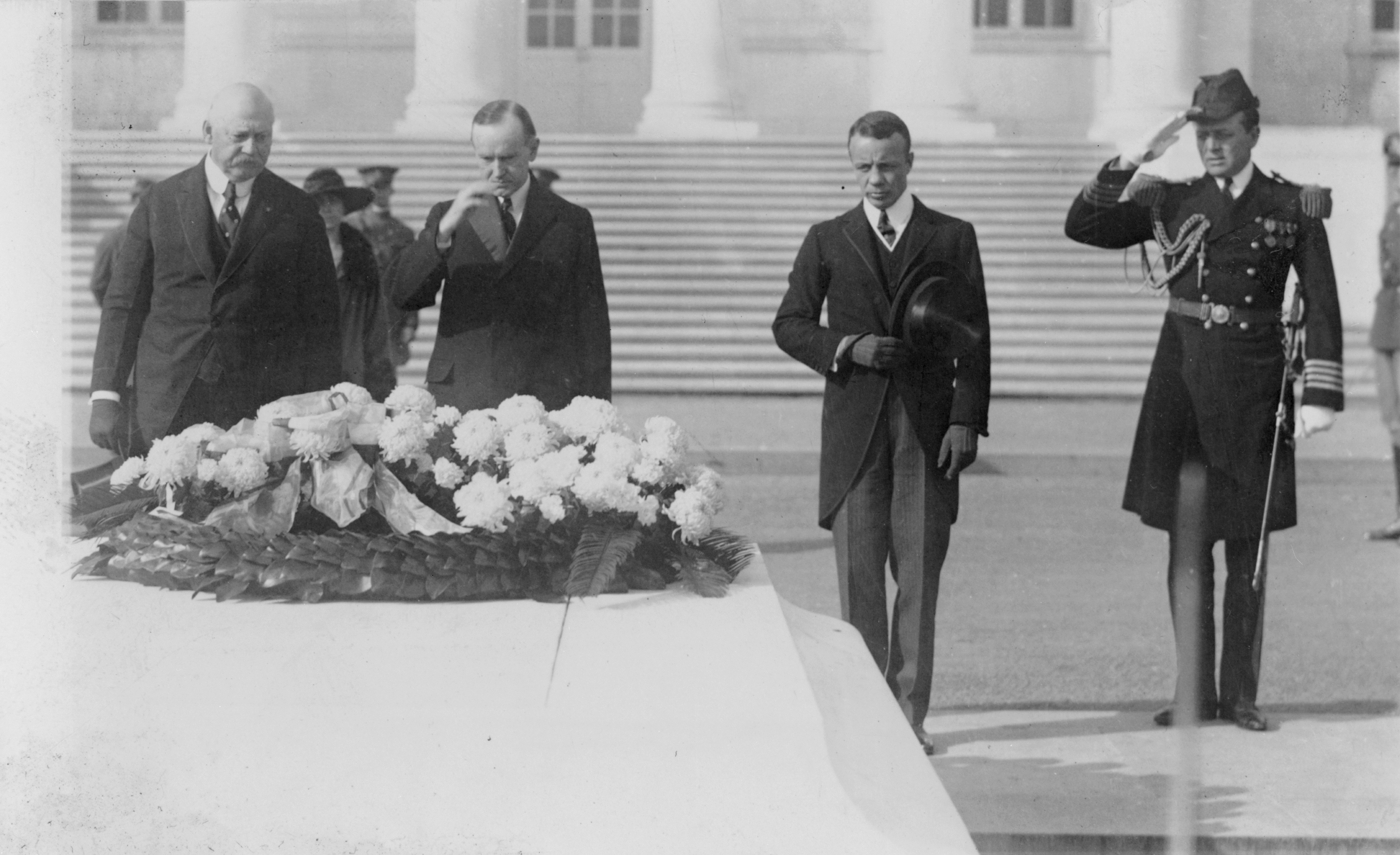
Президент Калвін Кулідж на Могилі невідомого солдата США, 1923 рік

Церемонії під час Дня перемир'я стали також важливими і у Франції. Спочатку вони були організовані ветеранськими об'єднаннями 11 листопада, проте в 1921 році уряд Франції був стурбований тим, що ці обряди впливають на промислове виробництво і перенесли святкування на першу вільну неділю. Після протестів, французьке національне свято було проголошене в 1922 році. Церемонії перебували під сильним впливом держави із значною роллю державних та місцевих чиновників, було очікування загальнонаціонального єднання. Учасники часто проходили маршем повз місцеву церкву, кладовище до відповідного меморіалу; трикольорові прапори, чорні квіти і вінки з живих квітів покладали на або навколо меморіалів, але на відміну від Великої Британії на церемонії майже не було військової символіки. Як правило, сироти війни зачитували до 100 імен загиблих і натовп в унісон супроводжував кожне ім'я словами «Mort pour la France» — «Він загинув за Францію».
На меморіалах світу були визначені й інші дні для вшанування. В Австралії відзначали День Перемир'я, проте більш масштабно святкували День АНЗАК 25 квітня. День АНЗАК був заснований в згадку про кампанію в Галліполі, і перші меморіали для церемоній були побудовані в 1916 році; започатковані служби на місцевих меморіалах стали ключовою частиною національних заходів. У Франції, влада у Вердені організувала Fêtes de la Victoire (Вечірку Перемоги) на 23 червня, що була зосереджена на міських пам'ятниках і сусідньому склепі. Зазвичай у них брали участь високопоставлені французькі військові фігури. Протягом 1920-1930-х років на меморіалах Соммі найближчого до 1-го липня дня британцями влаштовувалися церемонії вшанування полеглих в битві на Соммі. В Румунії, в міжвоєнний період, День Вознесіння використовували для вшанування  пам'яті загиблих на війні. В так звані «Героїчні дні» на місцевих військових меморіалах відбувалися цивільні ходи з центральним керівництвом держави. Днем вшанування битви біля Мерешешти на її місці також було 6 серпня. Чимало країн перейняли використовувану британцями колективну хвилину мовчання під час церемоній на меморіалах.

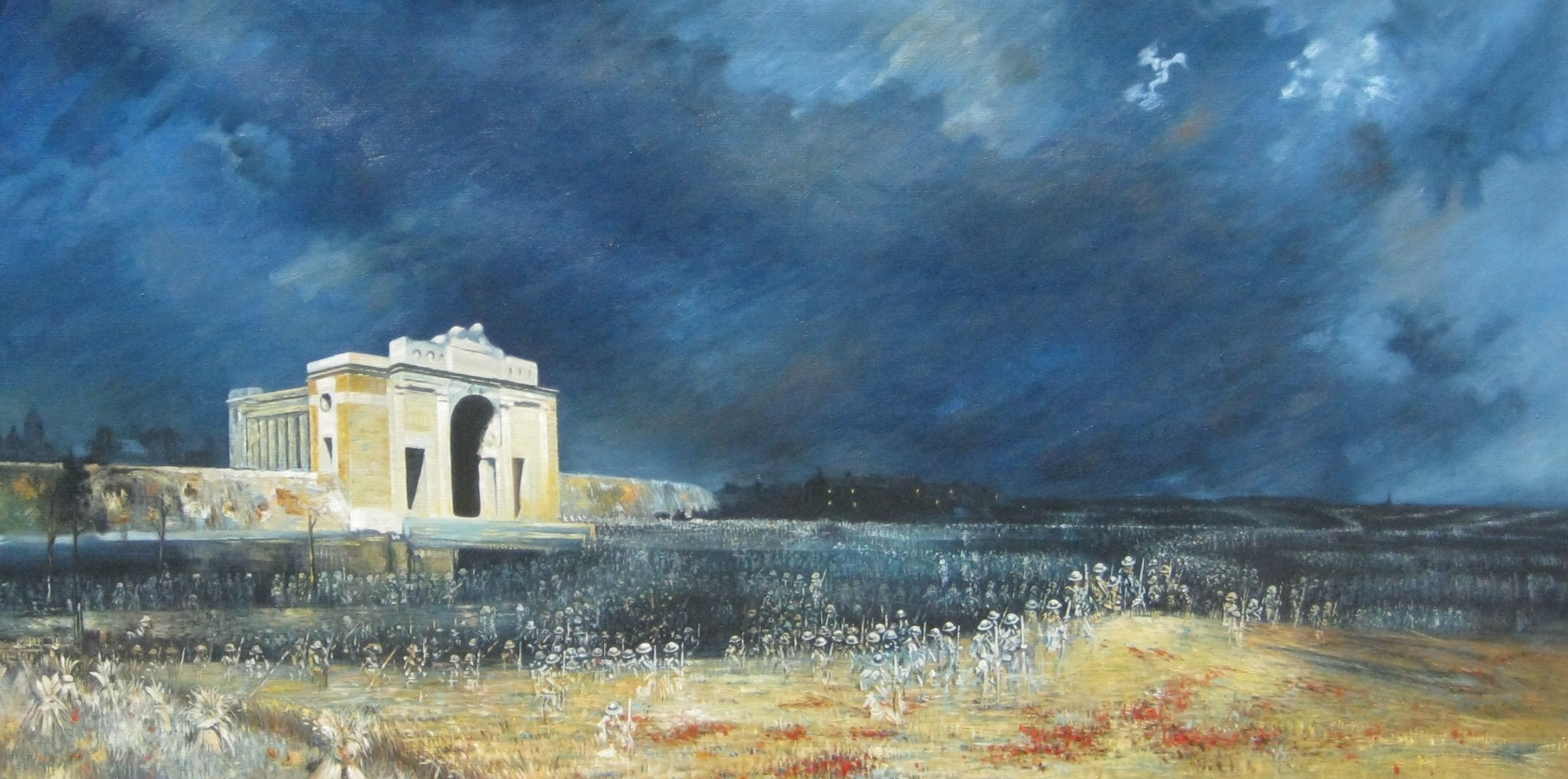
Картина «Мененські ворота опівночі» Віллі Лонгстафа, яка показує, як померлі проходять крізь Мененські ворота

В деяких місцях церемонії виявилися суперечливими. В Канаді церемонії в Монреалі на День Перемир'я у 1920-ті роки були не однозначними, адже проводилися в основному англійською мовою та за англіканськими обрядами, а французька мова та католицький церемоніал були практично повністю виключені. Відкриття Меморіалу у Вімі викликало критику через світський характер — духовенство не було запрошене до виступів, незважаючи на релігійну символіку більшої частини споруди.
Емоційний характер церемоній навколо меморіалів змінився після того як пройшла туга, і багато людей неминуче продовжили своє життя. Вважалося, що деякі ранні обряди навколо пам'яток були тісно пов'язані з духовними подіями. Наприклад, відкриття Мененських воріт надихнуло Вільяма Лонгстафа до створення картини «Мененські ворота опівночі», що зображувала загиблих, які піднімалися і йшли через ворота, тоді як деякі вірили, що під час церемонії на Кенотафі, сфотографованої в 1922 році, було зафіксовано привиди загиблих військових. Дійсно, на самому початку, церемоній на Лондонському Кенотафі після війни були особливо емоційними; коментатори вважали, що до кінця 1920-х років, заходи стали більш формальними і менш емоційними, ніж раніше. Очікувалось, що першими у Великій Британії мали покладати вінки на День Перемир'я іноземні дипломати; це вимога було розглянуто в 1930-ті роки. В Австралії спочатку було багато місцевих церемонії спеціально для скорботних матерів біля меморіалів на День АНЗАК; до 1930-х років вони були скасовані і включені в більш масшатбні урочисті заходи.
Spiritualism had begun markedly more popular in the 1920s as a result of World War I.

#### Паломництво

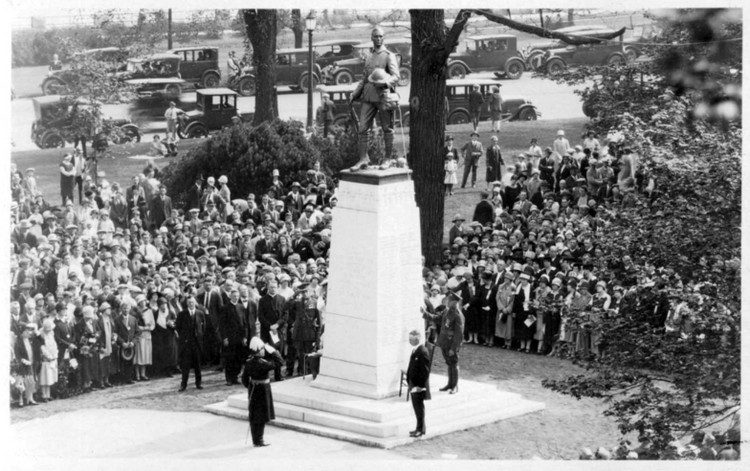
Відкриття меморіалу в Ніагара-Фолс, Онтаріо в 1927 році, згодом опубліковане в якості листівки

Організоване або упорядковане відвідування військових меморіалів стало популярним у міжвоєнні часи. Його часто називали паломництвом, відповідно до духовного та релігійного характеру подорожей. Вони були часто поєднані з іншими церемоніями на місцях. Існувала напруженість між тими, хто відвідував ці місця як туристи і тими, хто сприймав себе в якості паломників.
На західному фронті паломництво почалося доволі рано після війни і тривало протягом кількох десятиліть, знизившись в середині 1920-х років, коли інтерес до війни тимчасово зменшився, і знову в часи депресії на початку 1930-х років. Паломницькі поїздки фламандців до могил в Бельгії, особливо до heldenhuldezerkjes і меморіалів почалися в 1919 році, продовжуючись протягом наступних десятиліть. Склеп під Верденом був центром паломництва для багатьох ветеранів в 1920-х роках, одна з найвідоміших груп була Fêtes de la Bataille, яка подорожувала до таких місць для проведення бдінь, ходи та покладання вінків. Ці паломництва були зазвичай стриманими і уникали військової символіки чи атрибутики. Іпр став місцем паломництва для британців, щоб представити і розділити страждання своїх чоловіків і знайти духовну милість; Ліга Іпру була заснована ветеранами і прагнула перетворити жахи окопної війни в пошуки духовного очищення. Після того, як в 1927 році був відкритий меморіал Мененські ворота, він став координаційним центром для британських паломників на західному фронті.  Паломники могли прийти великі відстані: в 1920-х роках канадці почали подорожувати до Вімі, австралійці почали відвідувати Галліполі з 1925 року, привізши звідти чимало військових артефактів.
Загальновживаними стали путівники для англомовних відвідувачів, в тому числі офіційні видання, деякі дуже докладні. Майор Дуайт Ейзенхауер провів роки, працюючи над путівником американських місць битв. У 1920-х роках у британському путівнику, The Holy Ground of British Arms, що завоював симпатії Ліги Іпру, писалося: «немає жодного пів-акра на Іпрі, що не є священним. Немає ні одного каменю, який не дав притулок десяткам вірних молодих сердець, спільним для яких був порив і бажання битися і, якщо знадобиться, померти за Англію.»
У Центральній і Східній Європі, держава відігравала велику роль в організації паломництв. Національне румунське православне жіноче товариство, підтримуване церквою і державою, до 1939 року грало важливу роль у забезпеченні регулярних паломництв до важливих румунських місць боїв. У Німеччині та Італії фашистські уряди виявили велику зацікавленість в організації таких поїздок. В Італії вони включали великі організації, що перебували під впливом держави, і уряд постійно стримував приватні візити або неофіційні групи від участі в альтернативних церемоніях на місцях боїв. У нацистській Німеччині у 1930-ті роки урядом фінансувалися організовані паломницькі поїздки до нових військових меморіалів.

### Політика

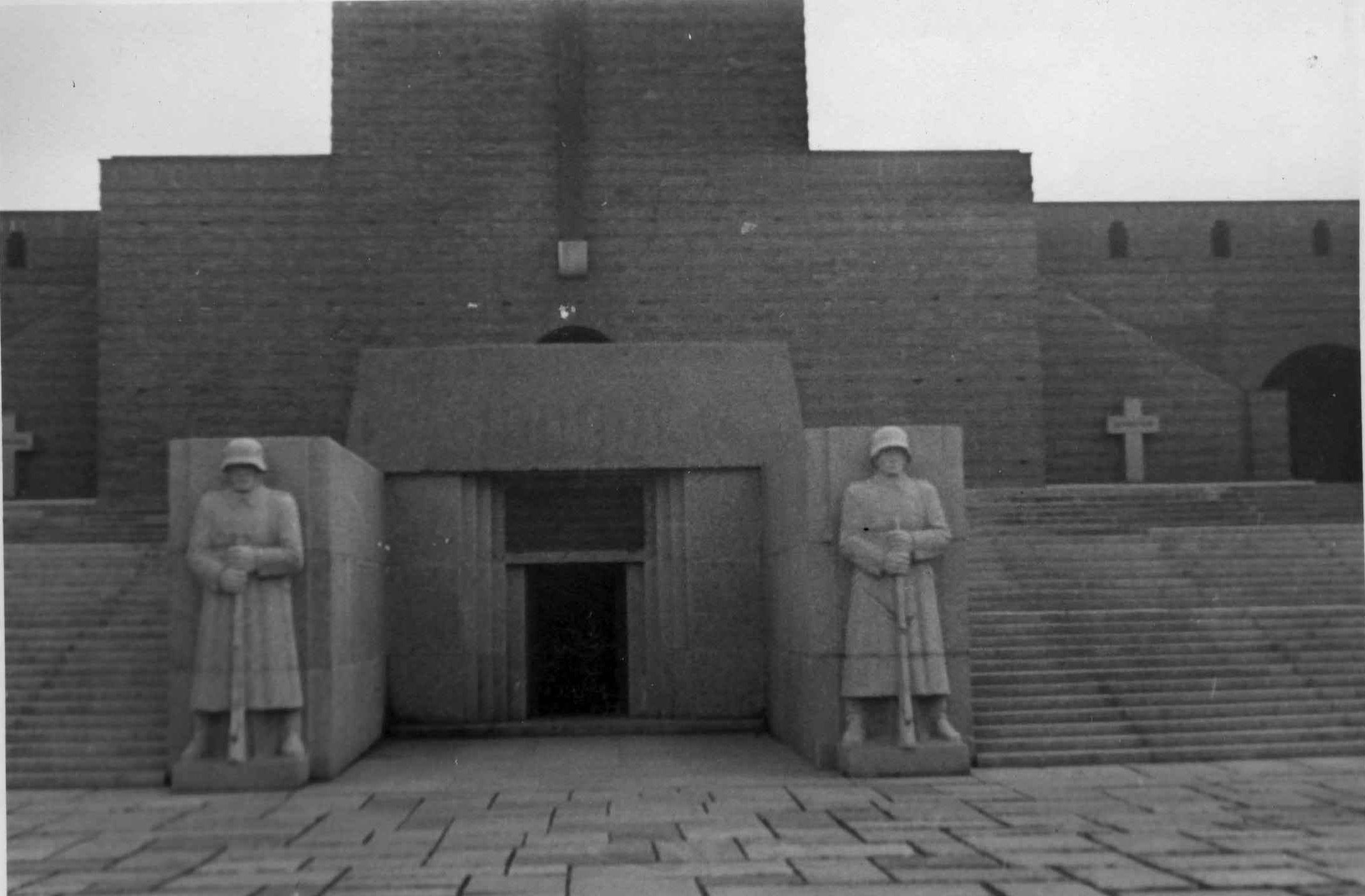
Танненберзький меморіал, Могила невідомого солдата Німеччини

Меморіали Першої Світової війни часто були заполітизовані, також були суперечки з приводу їх будівництва, дизайну чи символіці, включеної до них. Навіть там, де робилися спроби забезпечити політичну нейтральність, як у Франції, де написи на пам'ятниках, як правило, були навмисно нейтральними і уникали політичної полеміки, національна політика вплинули на символіку і послання, включені в меморіальні комплекси.
Пацифізм почав повільно з'являтися після війни, але дуже небагато військових меморіалів несли такі послання багато в чому тому, що у 1920-х роках, в основному в країнах-переможцях вважали, що війна, навіть ціною людського життя, була ціною боротьби. У міжвоєнні роки військові пам'ятники використовувалися, як місця для донесення ідей під час антивоєнних протестів; Комуністична партія у Франції, наприклад, проводила мітинги на них. У Великій Британії, політичні погляди на війну вплинули на ставлення до дизайну меморіалів і церемоній, які їх оточували. Ті, хто підтримав війну, були зацікавлені у тому, щоб у їх дизайні були втілені ідеали справедливості та свободи; ті, хто виступав проти конфлікту, шукали пам'ятники, що переконували людей в майбутньому уникнути кровопролиття. Відкриття Могили невідомого солдата було піддане критиці за те, що антивоєнні активісти відчували його про-військову пишність і церемонії, а поховання Невідомого солдата у Вестмінстері викликало розбіжності між тими, хто любив церемонії, і тими, хто думав, що ця пишнота була створена, щоб відвернути увагу від поганих умов, з якими стикаються ті, що вижили в цій війні.

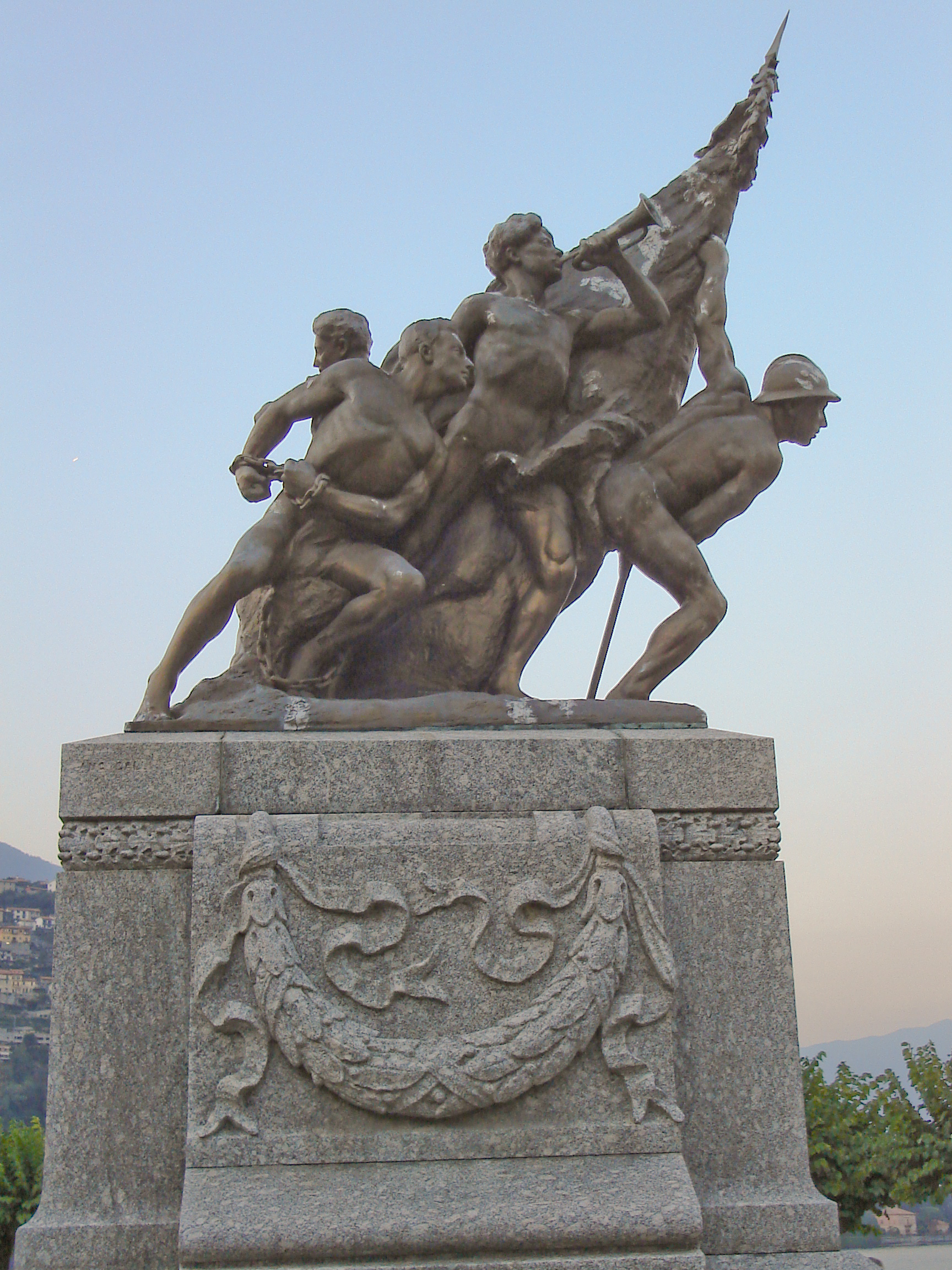
Меморіал у Черноббіо, Італія

Релігійні розбіжності і напруженість у відносинах могла утруднити розробку комплексів військових меморіалів. У США відокремлення церкви від держави означало відмову від хрестів Незважаючи на заборону з 1905 року, багато французьких пам'ятників мали явно католицький характер, включаючи католицькі хрести. Австралія частково з тих же причин також звела до мінімуму використання хрестів, проте ще й через клопотання власної єврейської громади. Рішення про включення християнських образів у меморіали у Британії могло виключити від участі у них груп меншин, таких як євреї. У Великій Британії на місцевому рівні часто розігрувалися релігійні суперечки через відмінності між англіканами, нонконформістами та католиками щодо розташування і символіки, яка буде використовуватися в меморіалах. В Канаді, де ці відмінності були накладені на поділ нації на англомовних та франкомовних, спробували об'єднати країну через пам'ятники жертвам війни; меморіал Жертовний Хрест в Монреалі, наприклад, навмисно був розташований між католицьким та протестантським військовими кладовищ. Це було успішним лише частково — в результаті урочиста церемонія і військовий парад вилилися у словесні перепалки між французькою та англомовною частинами натовпу.
В міжвоєнний період меморіали Першої світової війни також були втягнуті в громадянські війни та етнічні конфлікти. Наприклад, після отримання незалежності і громадянської війни в Ірландії, вшанування пам'яті загиблих у Першій світовій війні не було пріоритетним, і взагалі події були в значній мірі проігноровані. Спробам створення меморіалів протягом 1930-х років, таких як Національний військовий меморіальний парк в Дубліні, перешкоджав Республіканський рух, і вони були повністю заблоковані 1939 році. У Північній Ірландії Юніоністи, їм на противагу, зробили війну ключовою частиною своєї політичної сутності, підкреслюючи їх роль у таких подіях, як битва на Соммі. Меморіали були споруджені у видних місцях, в основному у центральних містах Північної Ірландії. 

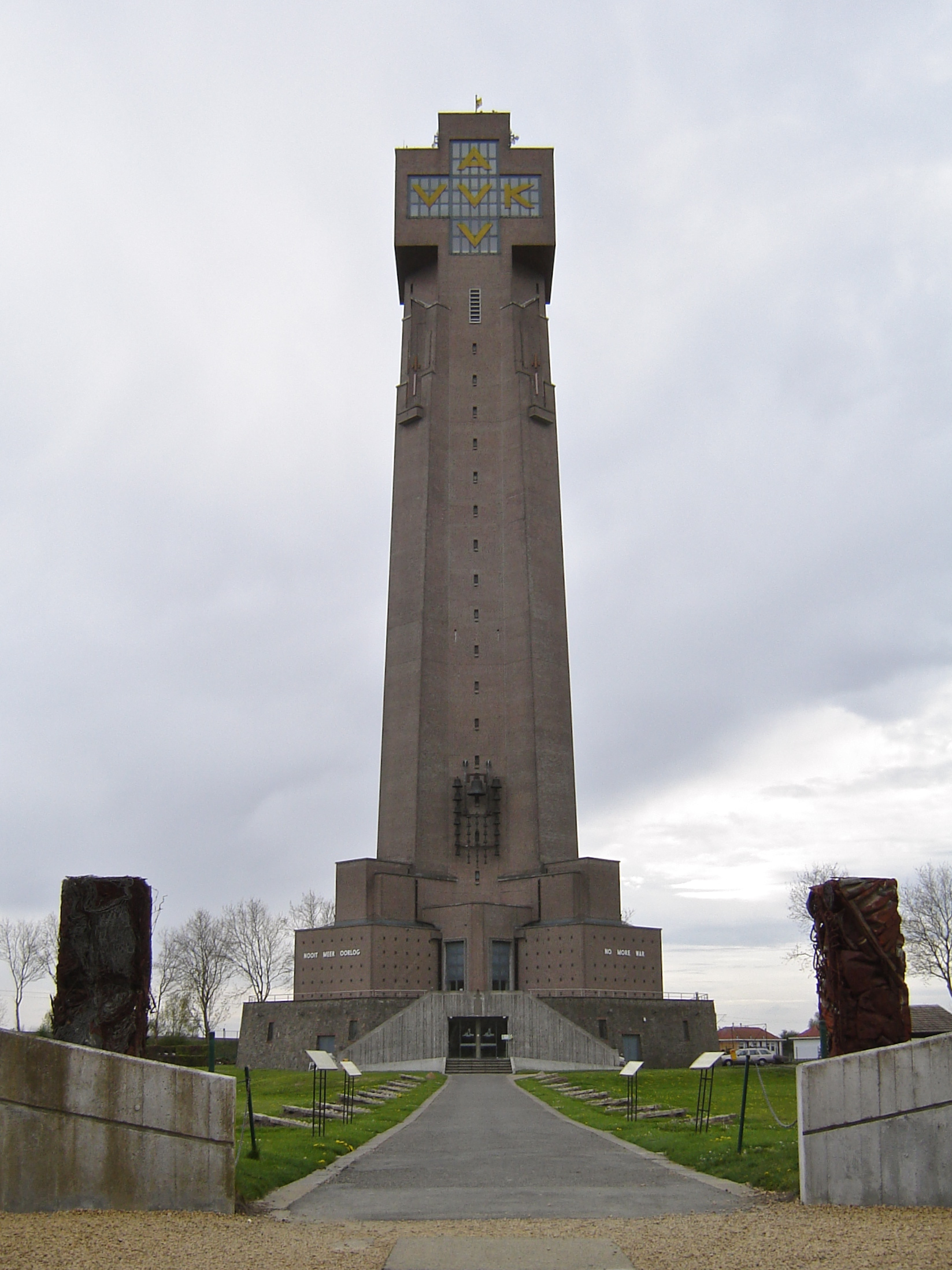
Відновлена фламандська Башта на Ізері, Бельгія.

В інших багатоетнічних частинах Європи часто зустрічалися суперечливі військові меморіали. У Фландрії в 1930 році була відкрита Башта на Ізері, спірна Фламандська меморіальна вежа в пам'ять про жертви протягом війни, яка також прославляла фламандську ідентичність та відзначала жорстке поводження бельгійських властей до фламандських активістів в ході конфлікту. У спірних поліетнічних територіях на сході, наприклад, Трансільванії, війна спричинила болісні спогади між угорськими та румунськими жителями. Розбіжності в аргументації датування війни, в яку Угорщина і Румунія вступили та вийшли у різний час, були записані на надгробках та інших меморіальних комплексах. В Сербії, алегорія Сербії, Косівська дівчина, широко використовувалася у військових меморіалах, провівши зв'язок між війною і битвою на Косовому полі.
Фашистські рухи в Італії та Німеччині 1920-х і 1930-х років широко використовували меморіали Першої світової війни для донесення політичних послань. Вони були ключовою частиною програми італійського фашистського уряду із вшанування імен полеглих і фашистської революції. Місцеві фашистські організації активно використовували пам'ятники жертвам війни і пов'язані з ними заходи для підвищення лояльності до Італії та революції. Уряд пропагував «культ полеглих героїв», підкресливши, що загиблі на війні зіграли вирішальну роль у зміненні ролі Італії в Європі і перетворень в історії. Фашистський лідер Муссоліні проте був більш прохолодним, адже відчував, що Могила невідомого солдата була пов'язана з колишньою владою; його бентежило її використання, хоча він залишався чутливим до її символічного значення в різних частинах італійського суспільства. Прольоти військової авіації були додані до церемонії Перемир'я і сама гробниця була перенесена в 1935 році, щоб зробити простішим її використання у військових парадах.
Пізніші німецькі меморіали, створені нацистським урядом, були визначними, але передавали обмежений діапазон символічних послань, орієнтуючись на німецький героїзм, консервативні національні настрої та мужність. Використання масових поховань символізувало почуття німецького суспільства. Коли у 1935 році помер Пауль фон Гінденбург, Танненберзький меморіал був потім використаний в якості його мавзолею, вшановуючи визначного військового керівника часів війни. Нацистський уряд намагався видалити єврейські імена з військових меморіалів, але це виявилося непрактичним і замість цього був прийнятий закон, що забороняв їх додавання у будь-які майбутні меморіали. Уряд також демонтував раніші пробні пам'ятники жертвам війни, які, на їхню думку, несли недоречні повідомлення про війну, такі як робота Ернста Барлаха.

### Архітектура

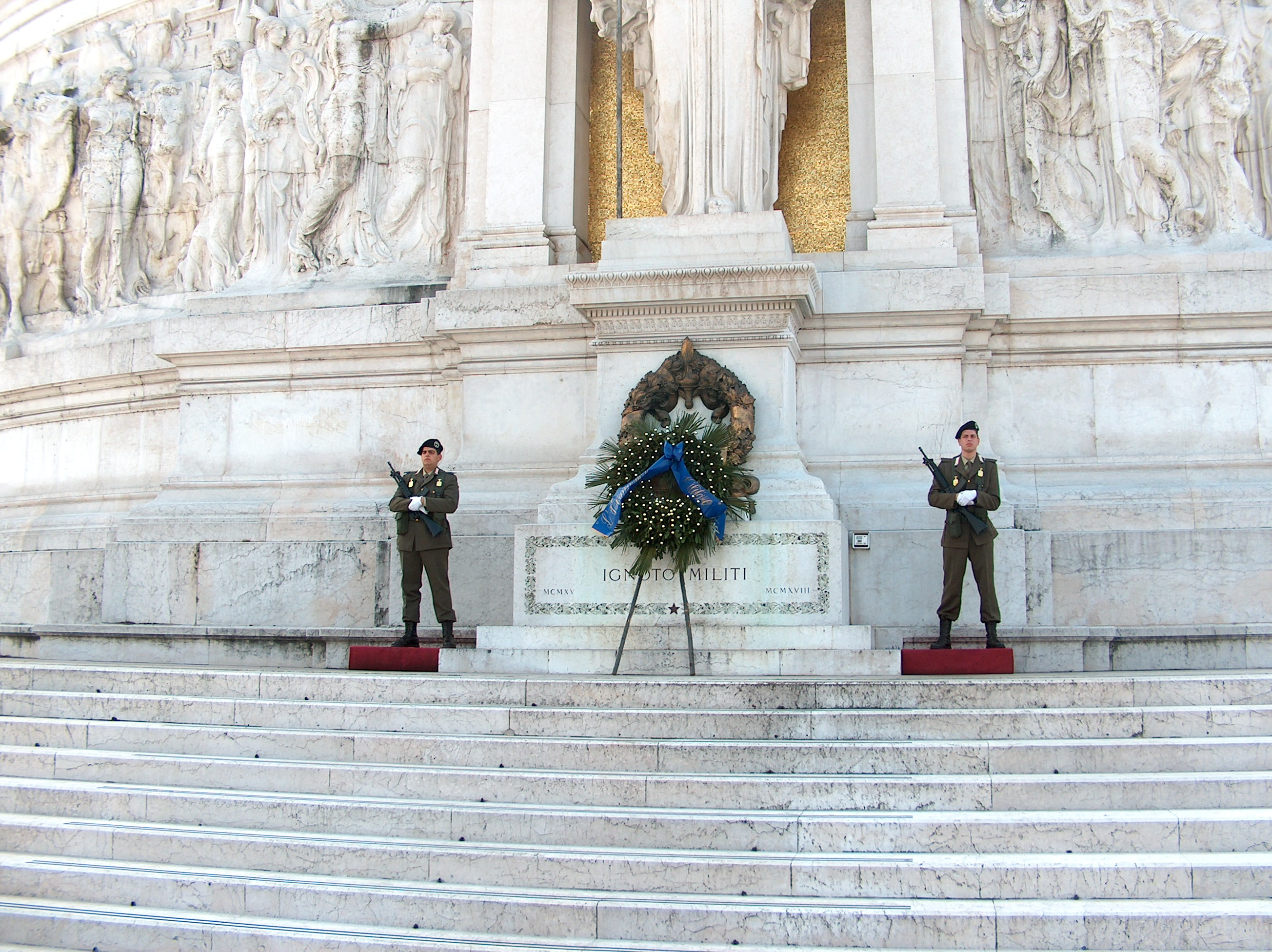
Могила невідомого солдата, Італія

Більшість дизайнерів військових меморіалів Першої світової війни спробували створити пам'ятники, що були, як описує культурний історик Джей Вінтер, благородні, надихаючі, трагічні і сумні. На меморіалах використовували різні архітектурні стилі, але більшість з них були по суті консервативними за своєю природою, як правило, охоплюючи усталені стилі, такі як класицизм, використовували і християнську символіку. Цей консерватизм частково був обумовлений віком і обстановкою комітетів, які зводили меморіали, а також з тим, що усталені архітектурні стилі, на противагу більш мінливим, але модним, буде більш монументальними і доречними.
У ряді країн піднялося професійне питання щодо якості меморіалів. Австралійці, починаючи з 1919 року, висловили серйозну занепокоєність поганою якістю скульптури солдат на меморіалах, провину ставили на дешеве відтворення каменотесами. Їх уряд відреагував створенням консультативних рад, щоб перешкоджати цій тенденції. У Великій Британії також були стурбовані «шаблонністю конструкцій», які поставляли фірми каменотесів, і тут знову численними органами було видано рекомендації щодо практики їх покращення, в тому числі Королівською академією мистецтв, Англіканською церквою; для допомоги була створена спеціальна Громадська мистецька асоціація. Думка професійних художників і критиків залишалася вельми важливою для комітетів при виборі дизайну, проте, і там було бурхливе обговорення між прихильниками різних стилів і архітектурних традицій.
Багато дизайнерів були задіяні в будівництві меморіалів, але деякі з них стали особливо відомими за свою роботу в цій області. Чимало скульпторів, які були активно задіяні на меморіалах, були людьми вікторіанської епохи; війна зірвала підготовку нового покоління і багато молодих скульпторів були вбиті. Були зроблені спроби надати перевагу дизайнерам, які брали участь у війні, але це було далеко не загальноприйнятим. В англійських колах, Едвін Лаченс, Герберт Бейкер, Реджинальд Блумфілд і Чарльз Холден утворили ядро творчих художниками, до них приєдналися Чарльз Сарджент Джаггер, Гілберт Ледвард і Ерік Гілл з молодого покоління. П'єтро Порчеллі був особливо плідним австралійським дизайнером. У Німеччині особливо відомим був пам'ятник Скорботної матері на кладовищі Роггевельд авторства Кете Колльвіц, який базувався на втраті її власного сина під час бойових дій у війні.

#### Символіка

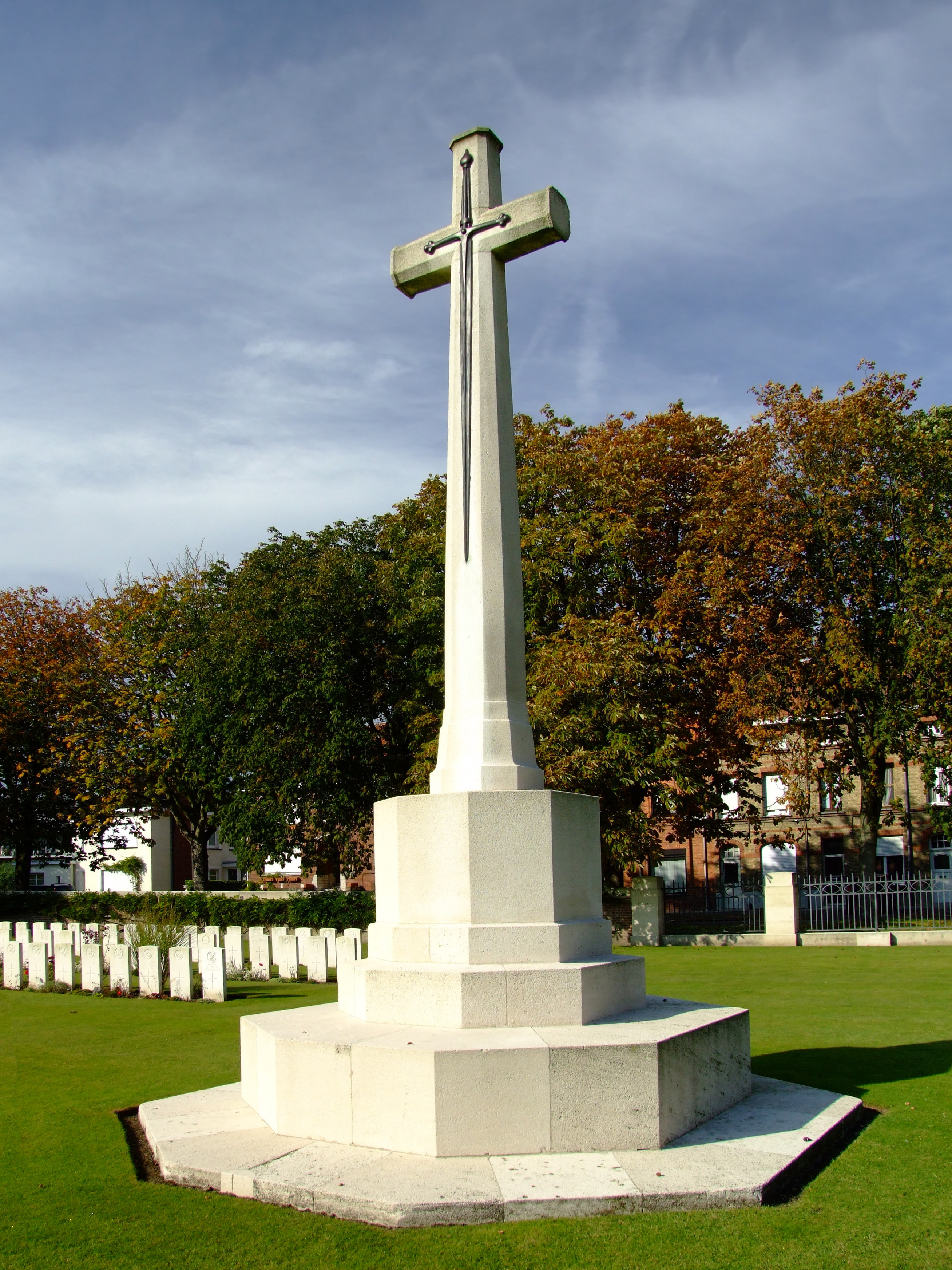
Широко використовуваний Жертовний хрест сера Реджинальда Блумфілда

В меморіалах Першої світової війни широко використовували символізм і алегорію. Деякі з цих символів мали національний характер, несучи просте повідомлення про національну перемоги — наприклад Галльський півень бере верх над німцями, хрест Круа-де-Герр або румунський символ для культу героїв — але інші, такі як зображення піхотинця, могли бути використані по-різному, в залежності від того, як вони зображувалися. Деякі скульптури французьких піхотинців, наприклад, прагнули захопити духом французького республіканізму, в той час як інші були спроектовані з більш правими, націоналістичними атрибутами.
Основні теми меморіалів, такі як перемога і смерть, мали свої символи. Багато канадських та британських солдат були зображені з піднятим капелюхом або гвинтівкою, знаком перемоги, вперше запровадженим на меморіалах Бурської війни. Грецька богиня Ніка часто з'являється на громадських пам'ятках, зокрема у Великій Британії та Канаді, як уособлення перемоги, часто вказуючи шлях до солдат: зображення набагато менш розповсюджене, проте загальне для більш похмурих меморіалів на полях битв і цвинтарях. Зображення смерті рідко з'являлося на цих пам'ятках, але ймовірно тому, що акцент робився зазвичай на самопожертві загиблих на війні солдат, а не на її прийнятті або утвердженні. Смерть на меморіалах, як правило, зображувалася через образи вдів, сиріт і пристарілих батьків, популярних міжвоєнних алегоричних форм смерті і скорботи. Фігура жінки часто представляла мир, цивілізацію або все людство.
Проте, найбільш важливим джерелом символіки на пам'ятках були християнські образи та ікони. Релігійними образами пронизано багато військових меморіалів, навіть світських. Найбільш важливим з цих символів був християнський хрест, широко використовуваний символ надії і страждання. Хрест міг приймати різні форми, від католицького у Франції до православного в Східній Європі. Кельтські хрести були популярні в Британії та Ірландії, частково тому, що вони уникали католицького значення, хоча класичними архітекторами, такими як Блумфілд, вони вважалися більш грубими  У Франції, les croix des bois, дерев'яні хрести, стали популярними символами на пам'ятках після роману Ролана Доржелеса з такою ж назвою. На німецьких меморіалах широко використовували зображення Діви Марії, яка доглядає Ісуса Христа, наслідуючи традиції п'єта. Розп'яття було також широко використовуваним символом, як видно на скульптурі Канадська Голгофа Дервента Вуда, хоча зображення самого Ісуса Христа було, як правило, відносно рідкісним на Британських пам'ятках.
In countries such as England, the cross had only recently been considered unsuitable for displays because of its Roman Catholic connotations.
Широке використання християнської символіки вело до питання про те, як зробити меморіали придатними для нехристиян. Лютьєнс намагався вирішити цю проблему для IWGC через проект Каменю пам'яті або Військового паменю. Це був простий великий камінь, який мав нагадувати вівтар і викликати тему жертовності. На практиці, багато коментаторів вважало, що він нагадував саркофаг. Лютьєнс хотів уникнути традиційної християнської символіки і в основі дизайну були китайські гробниці імператорів династій Мін і Цін. Одним з аргументів Лютьєнса на користь його дизайну було те, що явна християнська символіка виключає індійські, єврейські громади та атеїстів. В дизайні IWGC для індійських і китайських військових цвинтарів у Європі свідомо не користувалися християнськими образами, хоча, як зазначає історик Сюй Гоці, роль китайців у союзних армій багато в чому залишається  мало вшанованою у меморіалах.

#### Класицизм
Багато меморіалів задля створення власного ефекту оформлені в архітектурному стилі «класицизм». Він був популярний на багатьох довоєнних пам'ятках, таких як ті, що були створенні для вшанування загиблих під час Англо-Бурської війни, і використовували грецькі чи римські конструкції, стиль і символізм. Ключовою особливістю класичного стилю є концепція «прекрасної смерті» — класичні пам'ятники можуть включати фігури воїнів, в тому числі загиблих на війні, але зображені завжди героїчно і, в кінцевому рахунку, спокійно. Солдат на цих меморіалах частіше зображували, як гомерівських воїнів, аніж більш реалістичних фігур. Класичний символізм часто використовували для дистанціювання смерті від спостерігача, звертаючись до алегорії жертовності, справедливості і перемоги задля полегшення страждань.
Деякі архітекторів міжвоєнного періоду далі розвинули цей підхід. Кілька традиційних класичних меморіалів були піддані критиці в Англії та Німеччині як недоладні і надто витіюваті. Такі люди, як Лютьєнс, прийняли класичні принципи, але спростили їх до того, що цей стиль став практично астрактним. На цих пам'ятках використовували абстрактний, красивий дизайн, призначений для відділення глядача від реального світу, і зосередження його на ідеалізованому почутті самопожертви, продовженні принципу «красивої смерті». Багато в чому спрощена, але все-таки класична, форма меморіалів, таких як Кенотаф означала, що проводжаючі можуть зосередитися на власних думках та міркуваннях на пам'ятках. Так, де були зображені загиблі солдати, вони були показані в стані спокою і умиротворення, часто фізично віддалені від глядача на високому постаменті, весь ефект відображався тишею, яка традиційно оточує церемонії на Кенотафі.
Багато класичних тем було використано таким чином. Наприклад, на меморіалі Т'єпваль використали такі класичні конструкції, як Тріумфальна арка і абстрактна композиція зменшуваних арок, щоб виробляти те, що історик Джей Вінтер назвав «втіленням нічого». На різноманітних Кенотафах використовували принцип ентазис — грецький спосіб із візуально прямими лініями, які насправді злегка зігнутий. Чимало меморіалів та військових кладовищ мали межові стіни для виділення меморіалів, як особливих та священних, оригінальна римська ознака, що стала популярною в ХІХ столітті. Деякі особливості можна було тлумачити буквально: наприклад, Меморіал штату Вікторія в Австралії був схожий на перську ступінчасту піраміду.
Класичними темами, такими як християнська символіка, підкреслювали священну природу пам'ятних місць. Тим не менш, існувала критика класицизму тими, хто хотів більш чіткого поділу язичницької та християнської символіки; ці питання були використані в якості аргументів в Німеччині з приводу того, чи залізні хрести, чи традиційні християнські хрести повинні бути використані на меморіалах. Аналогічно, Військові камені Лютьєнса були піддані критиці за змішування християнських і нехристиянських символів, в той час як Лондонський Кенотаф піддався критиці Католицьким Вісником як «образливий для християнства». Деякі християнські символи були перероблені в спрощений класичний стиль, в тому числі Жертовний Хрест. Останній у класичному стилі та у вигляді білого хреста і перевернутого бронзового меча, розроблений сером Реджинальдом Блумфілдом для Військової поховальної помісії, широко використовувався в країнах Британської Співдружності. Дизайн піддався критиці тими, хто вважав, що він виключає інші релігії з меморіалу, але, тим не менш, більше 1 000 з цих хрестів були зрештою побудовані.

#### Середньовіччя

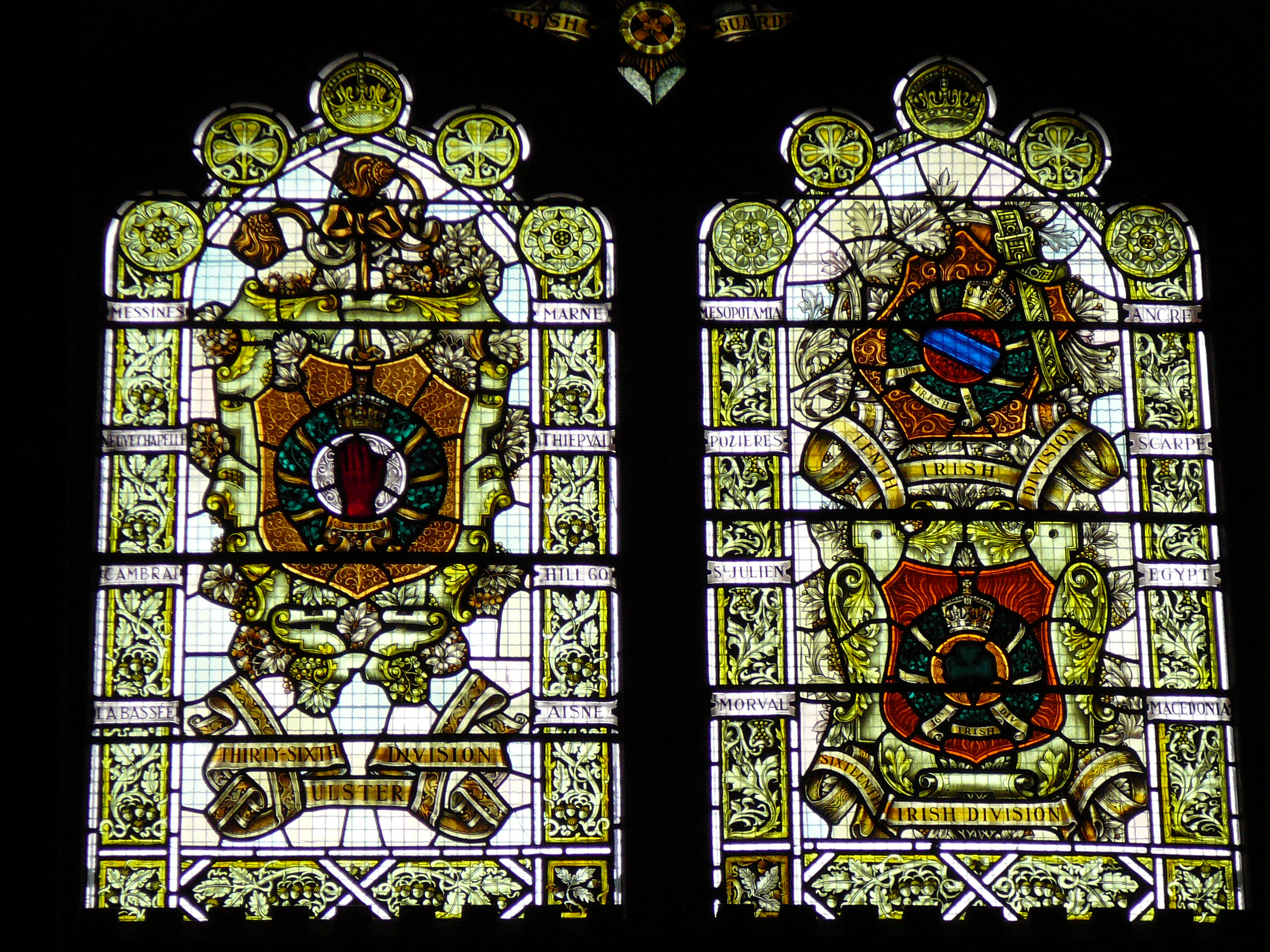
Меморіальне вікно в середньовічному стилі у Деррі, із зображенням Червоної руки Ольстера як частини герба 36-ї (Ольстерської) дивізії (І)

У деяких країнах, зокрема Німеччині та Англії, меморіали, де використовували середньовічний стиль, зверталися до більш далекого минулого. Деякі з них були встановлені в існуючих середньовічних будівлях, поєднуючи старі і нові теми. Наприклад, у вікнах меморіальних церков могли поєднуватися середньовічні і сучасні риси, у тому числі броньовані лицарі на конях, сучасна зброя, включаючи танки і літаки та сучасні національних прапорів. На інших меморіалах свідомо вибирали середньовічні теми і такі символи, як Могила невідомого солдата у Вестмінстері, де мова написів була нарочито архаїчна, а саму могилу виготовили з середньовічної домовини, прикрашеної мечем хрестоносців. Покровитель Англії, Святий Юрій, був особливо популярним символом в англійському дизайні, і, як правило, був зображений на коні і зі зброю. Круглий стіл короля Артура і середньовічні хрестові походи виявилися популярними на канадських меморіалах.
Нові меморіальні будівлі також переймали середньовічний стиль. Наприклад, в Шотландському національному військовому меморіалі стиль Шотландського баронського меморіального залу був поєднаний з вітражами в Единбурзькому замку, намагаючись поєднатися з навколишньою середньовічною фортецею. У Німеччині, стиль totenburgen зазвичай був звернений у минуле; Танненберзький меморіал, наприклад, мав середньовічний зовнішній вигляд, що нагадував замок, хоча і в поєднанні з величезним хрестом і масовими похованнями. Валуни дольменів навколо багатьох німецьких меморіалів використовували задля посилення почуття їх архаїчності. В інших випадках німці вирішили зберегти або перебудувати реальні середньовічні будівлі та архітектурні елементи для створення військових меморіалів, таких як в Дорстені і Дюкені.
Середньовічний стиль був популярний серед проводжаючих, тому що він звернений до минулого, намагаючись зцілити деякі переломи і рани війни. У період великої невизначеності, стиль був символом утвердженості, і ймовірно непорушності, втрачених у далекому минулому. Помістивши нещодавно загиблих разом з тими, хто помер раніше, цей стиль дав упевненість в тому, що жертви Першої світової війни не забудуться; у Вестмінстері його глава підкреслив, що помітив — невідомий воїн буде відпочивати разом зі своїми попередниками — «саксонами і норманами, Плантагенетами і Тюдорами». Стиль активно просувався рядом видатних мистецьких і архітектурних інститутів та груп, таких як Музей Вікторії та Альберта, Рух мистецтв і ремесел та неоготика.

#### Альтернативні стилі

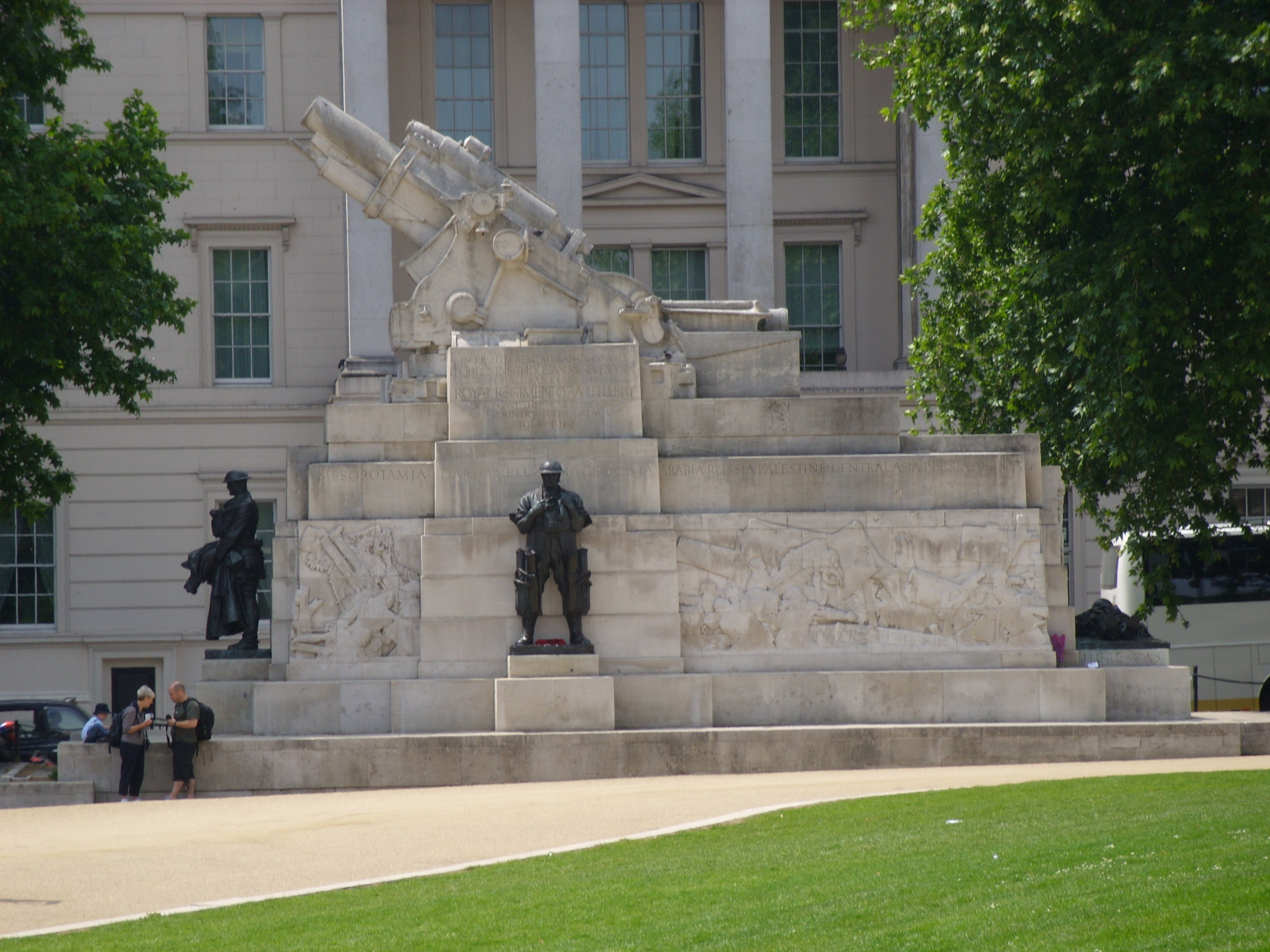
Королівський артилерійський меморіал в Лондоні, зі збільшеною кам'яною копією 9,2-ти дюймової гаубиці Мк І

Лише деякі військові меморіали використовувати деякі з нових стилів, які виникли у міжвоєнний період, наприклад, підходи модернізму, реалізму і модерну. Як зазначалося вище, зазвичай існуючі традиційні теми були переважаючими для меморіалів, як спосіб зменшити траур в більш звичний спосіб. Тим не менш, деякі пам'ятники, де використали нові стилі, стали дуже відомими. Є кілька меморіалів, створених у стилі арт-деко, включаючи Військовий меморіал АНЗАК в Сіднеї, де використовуються витончені сторони арт-деко, щоб викликати у глядача смуток, і це єдиний військовий меморіал у світі, що зображує оголених солдат. Склеп Домон також звертається до принципів арт-деко у його архітектурній структурі, уникаючи прямих ліній на користь ніжних, м'яких, де перетинаються криві. Принципи модернізму були використані в ще невеликій кількості британських меморіалів, які характеризуються досить абстрактними, спрощеними формами і розроблені Еріком Гілом.
Принципи реалізму та раннього модернізму були застосовані у Великій Британії задля критики загальноприйнятого класичного підходу і концепції «красивої смерті», особливо Чарльзом Джаггером. У пізніших роботах Джаггера в міжвоєнний період, особливо в його Королівському артилерійському меморіалі, використовувалася техніка реалізму для детального зображення 9,2-ти дюймової гаубиці Мк І, встановленої на величезному, архітектурно простому постаменті з докладною вирізьбленими військовими подіями за участі простих артилеристів. Величезний розмір пам'ятника призвів до його безликості, незважаючи на зображення команди артилеристів, в тому числі покритого загиблого. Він був розкритикований великою частиною британської преси під час урочистого відкриття в 1925 році, однак багато ветеранів вважали, що цей стиль пов'язував його з ними таким чином, як не могла б більш класична тематика. В той час як Королівський артилерійський меморіал є унікальним, елементи даного стилю можна побачити на деяких інших пам'ятках, наприклад на Камеморіанському військовому меморіалі, який включає в себе реалістичне, майже тактильне зображення кулеметної позиції.
Історична точність була важливою для багатьох британських дизайнерів, результатом чого було використання справжньої військової техніки як зразків для меморіалів і довгі обговорення з комітетами щодо деталей, які повинні були бути включені в проекти. Проте, британська практика точного зображенні реальної військової зброї була менш поширеною на німецьких пам'ятках, де зазвичай була використана стилізована середньовічна зброя і обладунки.

## Друга світова війна та повоєнний час

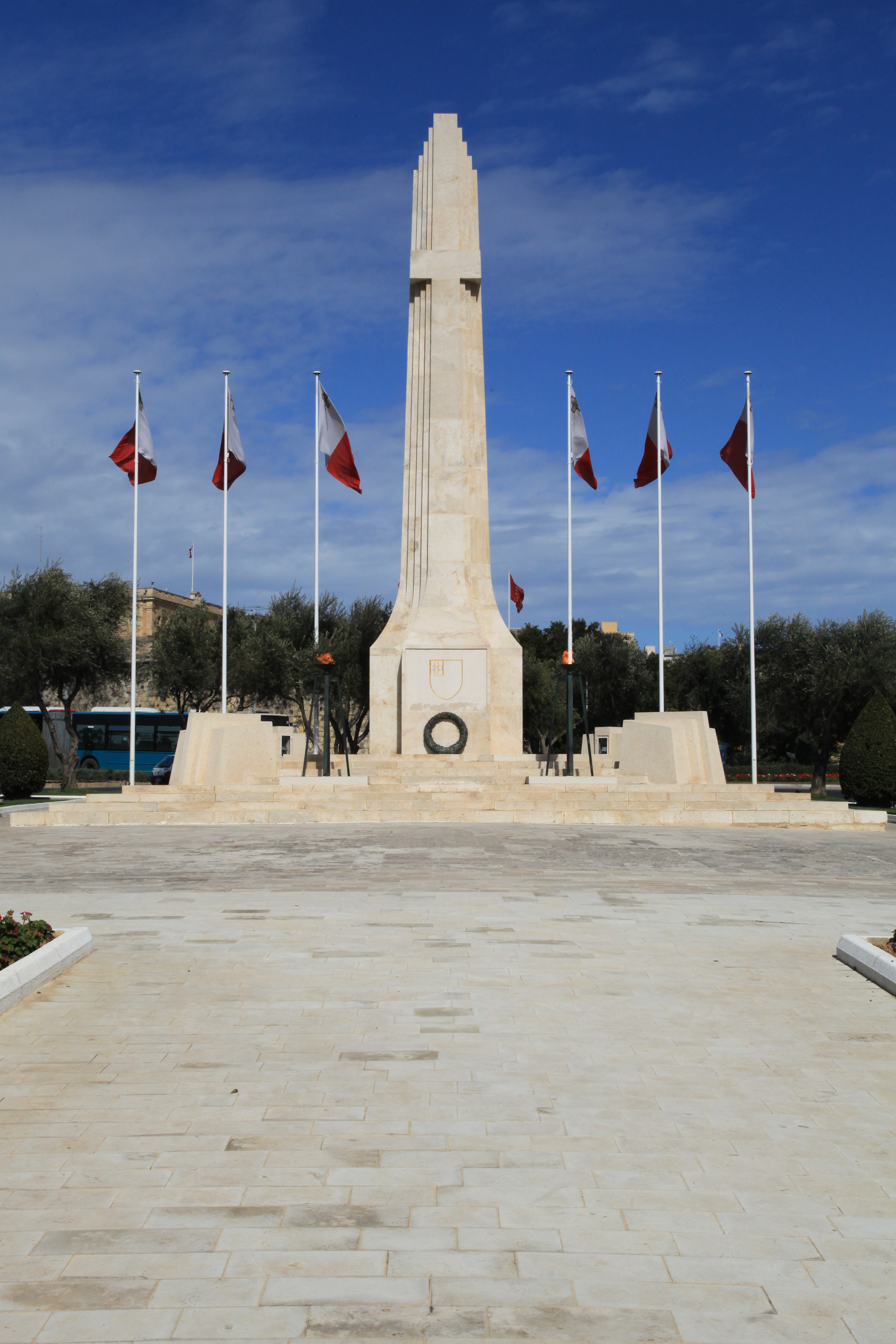
Військовий меморіал у Флоріані, Мальта, був побудований у 1938 році в пам'ять загиблих під час Першої світової війни. У 1949 році його повторно освятили на честь полеглих в обох світових війнах.

Друга світова війна, яка вибухнула в 1939 році, привернула увагу нового покоління. На більшості театрів бойових дій учасники намагалися шанувати меморіали, присвячені Першій світовій війні. Після Другої світової війни не було ніякого аналогічного масового будівництва меморіалів загиблим у роки війни, навпаки, часто місцеві меморіали Першої світової війни були адаптовані для подальшого використання: могли бути додані додаткові імена в існуючі списки полеглих. У деяких випадках це призвело до того, що меморіали втрачали свою виключну спрямованість на Першу світові війну. Наприклад, Могила невідомого солдата у Вашингтоні, була розширена в 1950-х роках, щоб включати загиблих Другої світової і Корейської війн, продовжується розширення меморіалу для нагадування і про сучасні війни. У інших випадках, як з Австралійським військовим меморіалом, будівництво якого почалася в міжвоєнні роки і закінчилося в 1941 році, був створений принципово новий меморіал в честь численних військових конфліктів.
В Італії та Німеччині, 1945 рік став кінцем фашизму. Багато меморіалів в італійських містечках і містах були використані для страт і демонстрацій убитих поваленим режимом, і міжвоєнні фашистські церемонії та паломництва навколо меморіалів були закинуті і швидко забуті. Місця меморіалів Першої світової війни продовжували використовуватися, але поєднання антивоєнних поглядів та фрагментів фашистських елементів обмежувало їх відвідуваність під час публічних церемоній. У зв'язку зі зміною національних кордонів, у повоєнний час деякі місця, підтримувані нацистським урядом, такі, як Танненберзький меморіал, опинилися в Польщі, і його знесення почалося в 1949 році, а його кам'яна кладка була використана для побудови радянських партійних будівель.

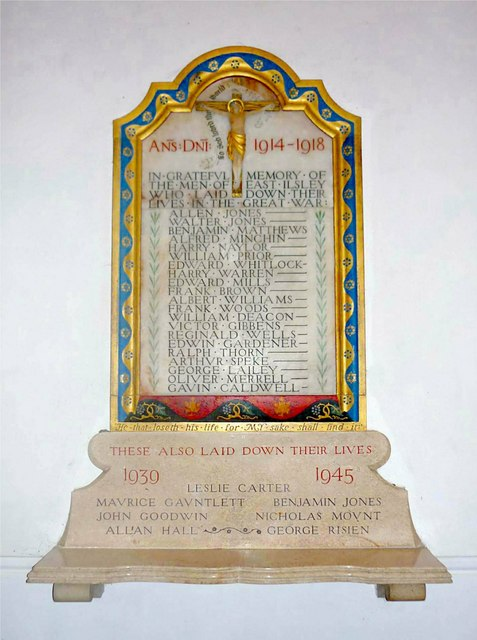
Військовий меморіал в Іст-Уіслі, відновлений в 2008 році, де поєднані оригінальний список з іменами загиблих в Першій світовій війни і пізніший список Другої світової війни.

В інших місцях, зміни в післявоєнній політиці істотно вплинули на меморіали. У Бельгії, Фламандська вежа стала асоціюватися з фашизмом під час Другої світової війни і була підірвана в 1946 році анти-фламандськими активістами, що призвело до збурення. Були висунуті пропозиції збудувати національний пам'ятник на цьому місці, проте у підсумку замість нього був побудований другий Фламандський меморіал. В Румунії комуністичний післявоєнний уряд відійшов від святкувань дня Вознесіння Господнього, який мав занадто багато релігійних значень. Румунська Кампанія була скасована в 1948 році, паломництво до меморіалів припинилося і в центрі уваги комуністичної влади була пам'ять про жертви Червоної армії під час Другої світової війни. Незвичайно, що політичні зміни в Канаді призвели до побудови нових меморіалів Першої світової війни, деяка міжвоєнна напруга спала і в післявоєнні роки в Квебеку були споруджені 35 нових меморіалів до вже існуючих 68, часто поєднаних з пам'ятками пізніших військових конфліктів.
Загалом інтерес до військових меморіалів значно зменшився в 1950-х і 1960-х роках, що знайшло відображення в зниженні рівня церемоній і спрощенні пам'ятних подій навколо пам'ятників. Наприклад, у повоєнні роки окремі офіційні та ветеранські церемонії на меморіалі Вердена були об'єднані в одне ціле, в 1956 році німецька і французька церемонії були також об'єднані в одну подію. Відвідуваність заходів, таких як День АНЗАК зменшилася. Чимало меморіалів поступово руйнувалися, адже в деяких випадках початкове міжвоєнне фінансування не передбачало технічного обслуговування, в інших матеріали, використані для їх будівництва, були не довговічними. У деяких містечках та містах, пам'ятники були переміщені в менш помітних місць в рамках проектів по благоустрою населених пунктів або були сховані новими будівлями. Меморіали Першої світової війни були звичним явищем у багатьох країнах і на них звертали мало уваги.

## З 1990 року

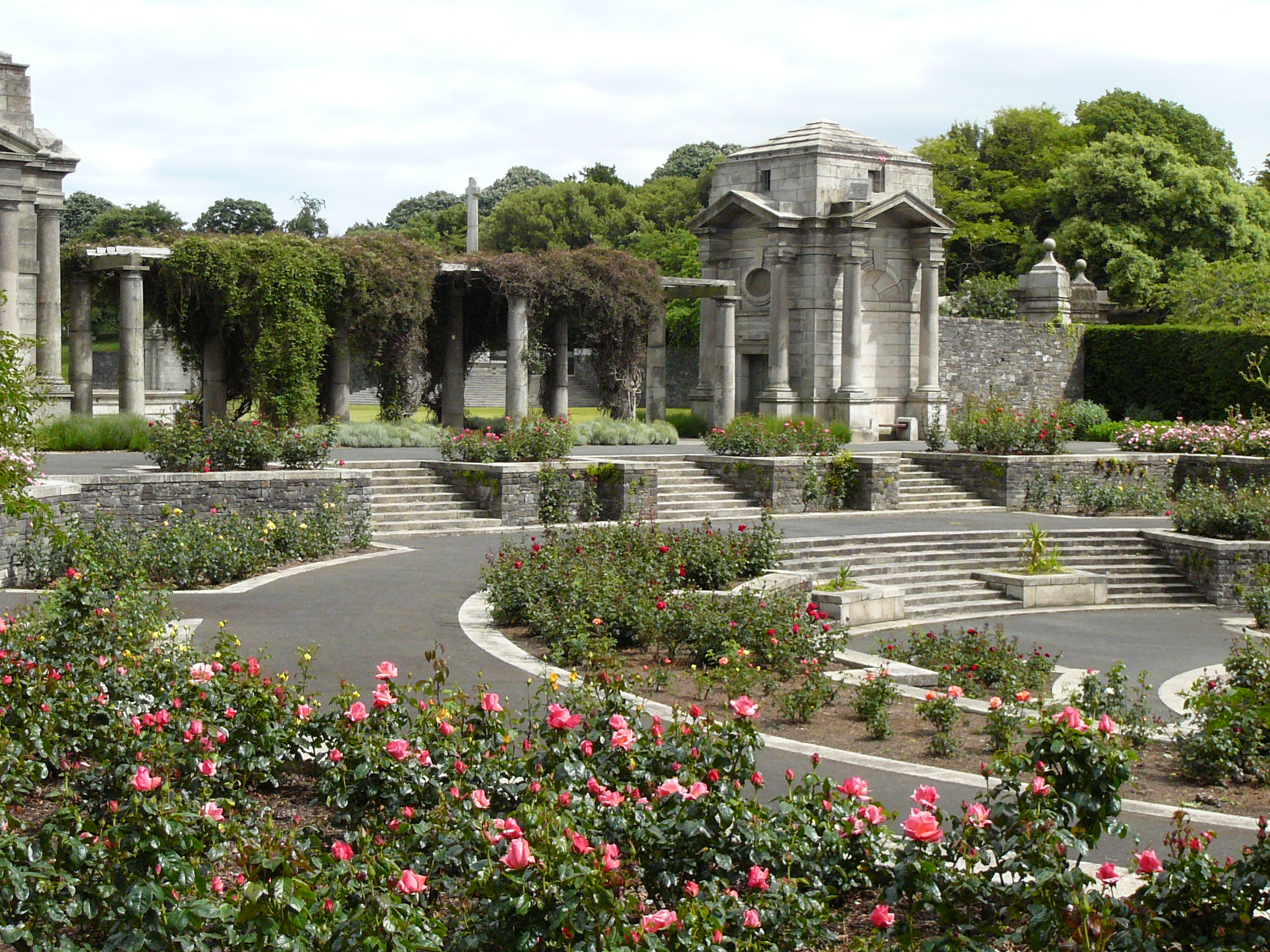
Ісландський національний військовий сад, офіційно відкритий в 1995 році

У 1990-х роках відродився інтерес до меморіалів Першої світової війни. Це було частково обумовлено послідовністі наукових робіт з питань соціального і культурного характеру військового конфлікту, що спиралися на послідовні художні виставки деяких більш відомих дизайнерів у 1980-ті роки і частково за рахунок зміни поколінь у багатьох країнах.  Так як покоління, які жили і воювали під час війни померли, пояснення контексту пам'яток стало більш важливим. У Франції ветеранські групи почали будувати меморіальні музеї поряд з основними пам'ятками і місцями битв з кінця 1930-х років.
Подібні зусилля були спрямовані в кінці ХХ століття на створення додаткових музеїв, щоб пояснити військові події та меморіали, ці ініціативи користуються підтримкою Комісії співдружності військових поховань — наступниці IWGC — але викликали побоювання серед британських чиновників через можливе знівелювання символіки меморіалів. Коли зменшилися колишні імперські зв'язки, в 1993 році Австралія вирішила репатріювати одного зі своїх невпізнаних загиблих на війні на західного фронту, щоб сформувати свою власну Могилу невідомого солдата в Канберрі.
Між тим, деяка політична напруженість попередніх поколінь зменшилася, дозволяючи будувати нові меморіали. У Республіці Ірландія були побудовані нові військові пам'ятники, організовані поїздки до військових меморіалів у Європі і нарешті в 1995 році було відновлено та офіційно відкрито Національний військовий меморіальний сад.

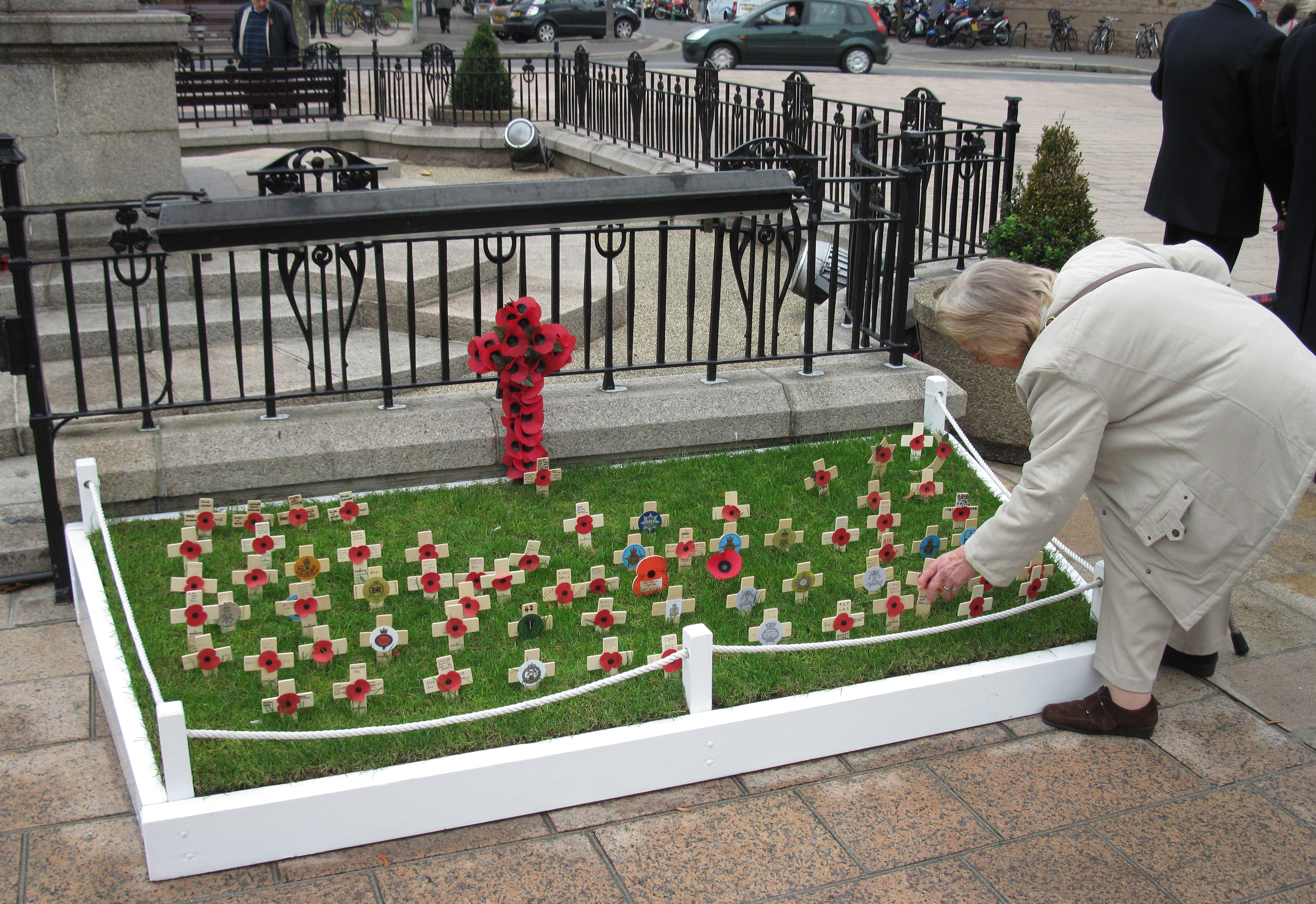
Тимчасовий меморіал у День пам'яті на нормандських островах, 2011 рік

У Росії після падіння комунізму на місці колишнього Московського міського Братського цвинтаря був побудований Меморіально-парковий комплекс героїв Першої світової війни. Він був відкритий в 2005 році і коштував 95 млн рублів. Парк включає в себе 12 пам'ятників, серед яких надгробок з кладовища, що єдиний зберігся, і нова меморіальна капличка. На відміну від цього, на початку ХХ століття, число відвідувачів Залізної вежі (Нідерланди) під час щорічного паломництва істотно знизилося, адже стерлися з пам'яті спогади про цей військовий конфлікт.
Наприкінці 1990-х і на початку ХХІ століття число відвідувачів меморіалів на західному фронті значно зросло, в останні роки збільшилася і кількість австралійські відвідувачів меморіалів в Галліполі, прем'єр-міністри Австралії і Нової Зеландії відкрили новий меморіал на місці боїв в 2000 році.
Меморіали Першої світової війни використовуються під час урочистих церемоній на День пам'яті, наступника Дня перемир'я, Дня АНЗАК та інших національних подій після Другої світової війни, у той час, як багато утилітарних меморіалів досі використовується місцевим населенням в ХХІ столітті. Докладаються систематичні зусилля для каталогізації, запису пам'ятників та ряду окремих реставраційних проектів, що реалізуються із залученням державних та приватних коштів. Меморіал свободи у США, наприклад, був відреставрований і проголошений в країні національним музеєм Першої світової війни у 2005 році. В сторіччя війни вшанування пам'яті про неї стало головною темою для вчених та музеїв. Багато музеїв та історичних товариств створили спеціальні виставки, вебсайти та мультимедійні проекти. Були висунуті пропозиції побудувати новий національний меморіал США військовим конфліктам у Вашингтоні.